# 26. Juni
Der 26. Juni ist der 177. Tag des gregorianischen Kalenders (der 178. in Schaltjahren), somit bleiben 188 Tage bis zum Jahresende.

## Ereignisse

### Politik und Weltgeschehen
- 0004: Zur Regelung seiner Nachfolge adoptiert der römische Kaiser Augustus seinen 42-jährigen Stiefsohn Tiberius Claudius Nero, nachdem seine beiden Adoptivsöhne Lucius und Gaius Caesar zuvor gestorben sind.
- 0363: Der römische Kaiser Julian kommt in einer Schlacht während seines gegen das Sassanidenreich geführten Feldzugs ums Leben. Noch am selben Tag wird der Gardeoffizier Jovian zu seinem Nachfolger ausgerufen.
- 1295: Die Krönung des Piasten Przemysł II. zum vierten polnischen König beendet die Phase der Seniorherzogswürde im Land und sorgt für die Stärkung der Zentralmacht.

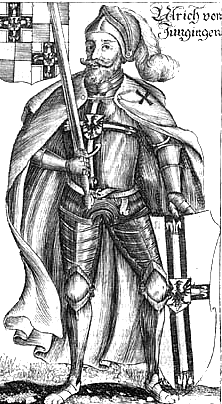
1407: Ulrich von Jungingen

- 1407: Das Ordenskapitel des Deutschen Ordens wählt nach dem Tod von Konrad von Jungingen seinen Bruder Ulrich zum Hochmeister. Dieser wehrt sich anfänglich gegen die Wahl mit dem Argument, des hohen Amtes nicht würdig zu sein.

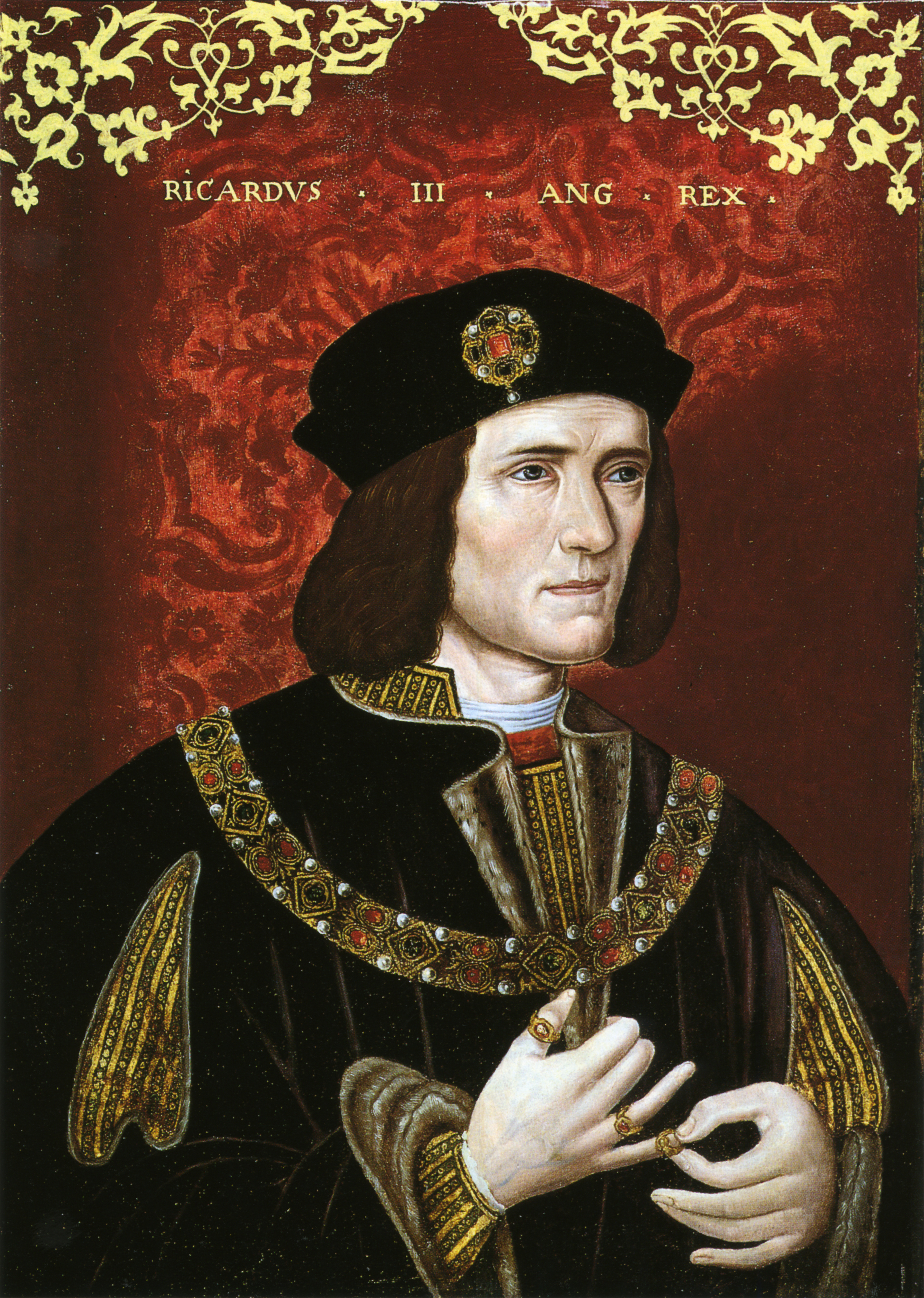
1483: Richard III.

- 1483: Richard III. beginnt seine Regentschaft, nachdem ihn am Tag zuvor das englische Parlament zum rechtmäßigen Thronfolger erklärt hat.
- 1522: Die Osmanen unter Süleyman erscheinen mit einer riesigen Flotte vor Rhodos und beginnen mit der Belagerung der Insel, die sich im Besitz des Johanniterordens befindet.
- 1529: Der erste Landfriede von Kappel beendet den Ersten Kappelerkrieg zwischen reformierten und katholischen Orten der Eidgenossenschaft ohne Kampfhandlungen. Er hebt das Bündnis der fünf altgläubigen Orte (Luzern, Schwyz, Unterwalden, Uri und Zug) mit dem Habsburger Herrscher Ferdinand I. auf und sichert ihnen Glaubensfreiheit zu.
- 1541: Eine Gruppe von Verschwörern ermordet den spanischen Konquistadoren Francisco Pizarro in Lima.
- 1573: Die Belagerung von La Rochelle durch den Herzog von Anjou im französischen Religionsstreit zwischen Katholiken und Protestanten wird aufgegeben.
- 1759: Im Siebenjährigen Krieg landen britische Truppen auf der Île d’Orléans. Unter dem Kommando von James Wolfe beginnt danach die Belagerung von Québec, die bis zur Schlacht auf der Abraham-Ebene im September dauern wird.
- 1794: Die Schlacht bei Fleurus während des Ersten Koalitionskrieges beendet nach dem Sieg der französischen Revolutionsarmee die Herrschaft der Habsburger in Belgien.
- 1803: Schweden verpfändet Wismar für 100 Jahre an das Herzogtum Mecklenburg-Schwerin.
- 1830: Nach dem Tod seines Bruders Georg IV. wird Wilhelm IV. britischer König und König von Hannover.

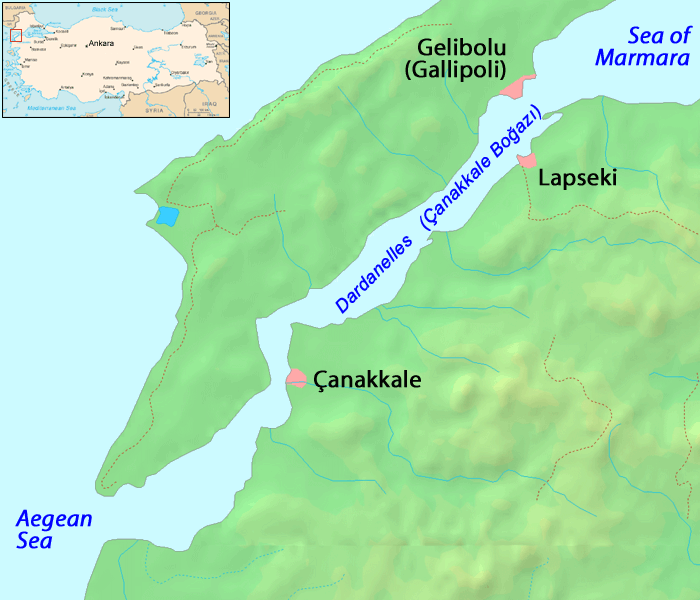
1833: Dardanellen

- 1833: Russland und das Osmanische Reich schließen einen Vertrag, der die Hohe Pforte zur Schließung der Dardanellen und den Zaren zur Hilfe im Krieg des Sultans mit Ägypten verpflichtet.
- 1843: Nach dem Austausch der Ratifikationsurkunden über den Vertrag von Nanking in Hongkong wird Hongkong zur britischen Kronkolonie proklamiert.
- 1917: Die Ankunft der ersten US-amerikanischen Soldaten an der Küste Frankreichs markiert das Eingreifen der USA in den Ersten Weltkrieg.

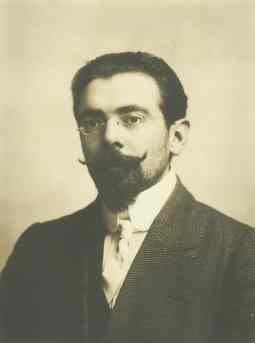
1920: António Maria da Silva

- 1920: António Maria da Silva wird zum ersten Mal portugiesischer Ministerpräsident. Insgesamt bekleidet er das Amt vier Mal.
- 1924: Die US-amerikanische Besatzung der Dominikanischen Republik von 1916 endet durch demokratische Wahlen und führt zur Ablösung der Militärregierung.
- 1935: In Deutschland wird für Männer zwischen 18 und 25 Jahren die halbjährige Reichsarbeitsdienstpflicht eingeführt.
- 1941: Vier Tage nach Beginn des Unternehmens Barbarossa beginnt die erste große Kesselschlacht des Zweiten Weltkriegs bei Bialystok und Minsk.
- 1945: Die Christlich Demokratische Union Deutschlands (CDU) wird gegründet und tritt mit einem Aufruf an die Bevölkerung an die Öffentlichkeit.
- 1945: Mit der Unterzeichnung der Charta der Vereinten Nationen durch 50 Staaten in San Francisco werden die Vereinten Nationen gegründet.

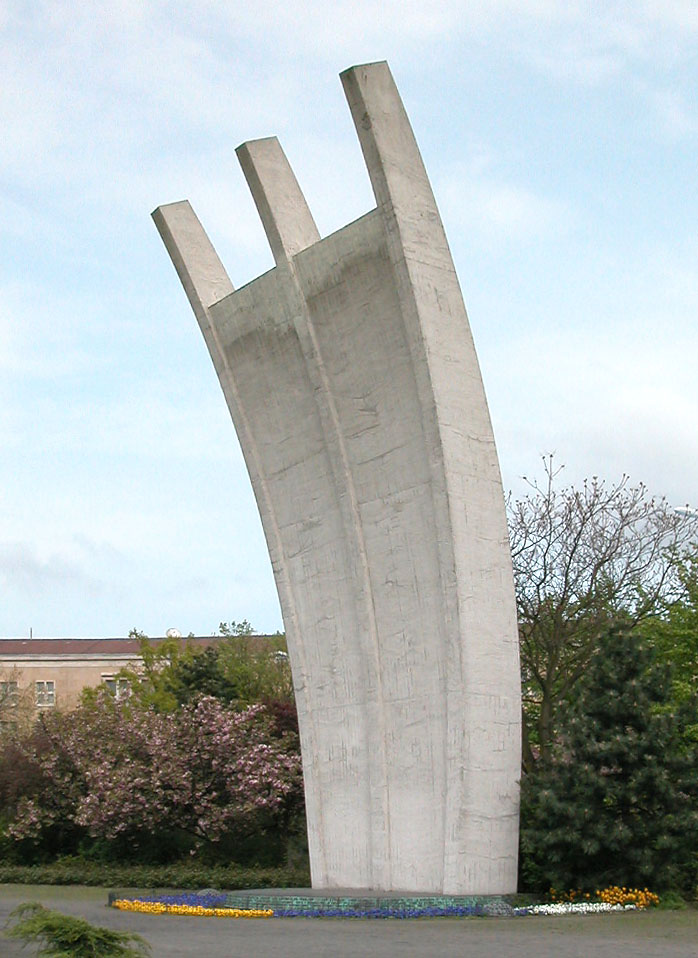
Luftbrücken-Denkmal Berlin-Tempelhof

- 1948: Beginn der Berliner Luftbrücke. Die ersten Flugzeuge starten mit Lebensmitteln und anderen benötigten Gütern zur Versorgung der durch sowjetische Truppen am 23. Juni abgeriegelten Stadt.
- 1950: Das Südafrikanische Parlament verabschiedet den Suppression of Communism Act, der als Vorwand benutzt wird, um massiv gegen alle inländischen Antiapartheidsbestrebungen vorgehen zu können.
- 1960: Die seit 1868 französische Kolonie Madagaskar erlangt die Unabhängigkeit von Frankreich.
- 1960: Britisch-Somaliland wird in die Unabhängigkeit entlassen. Am 1. Juli vereinigt es sich dann mit dem UN-Treuhandgebiet Italienisch-Somaliland zu Somalia.

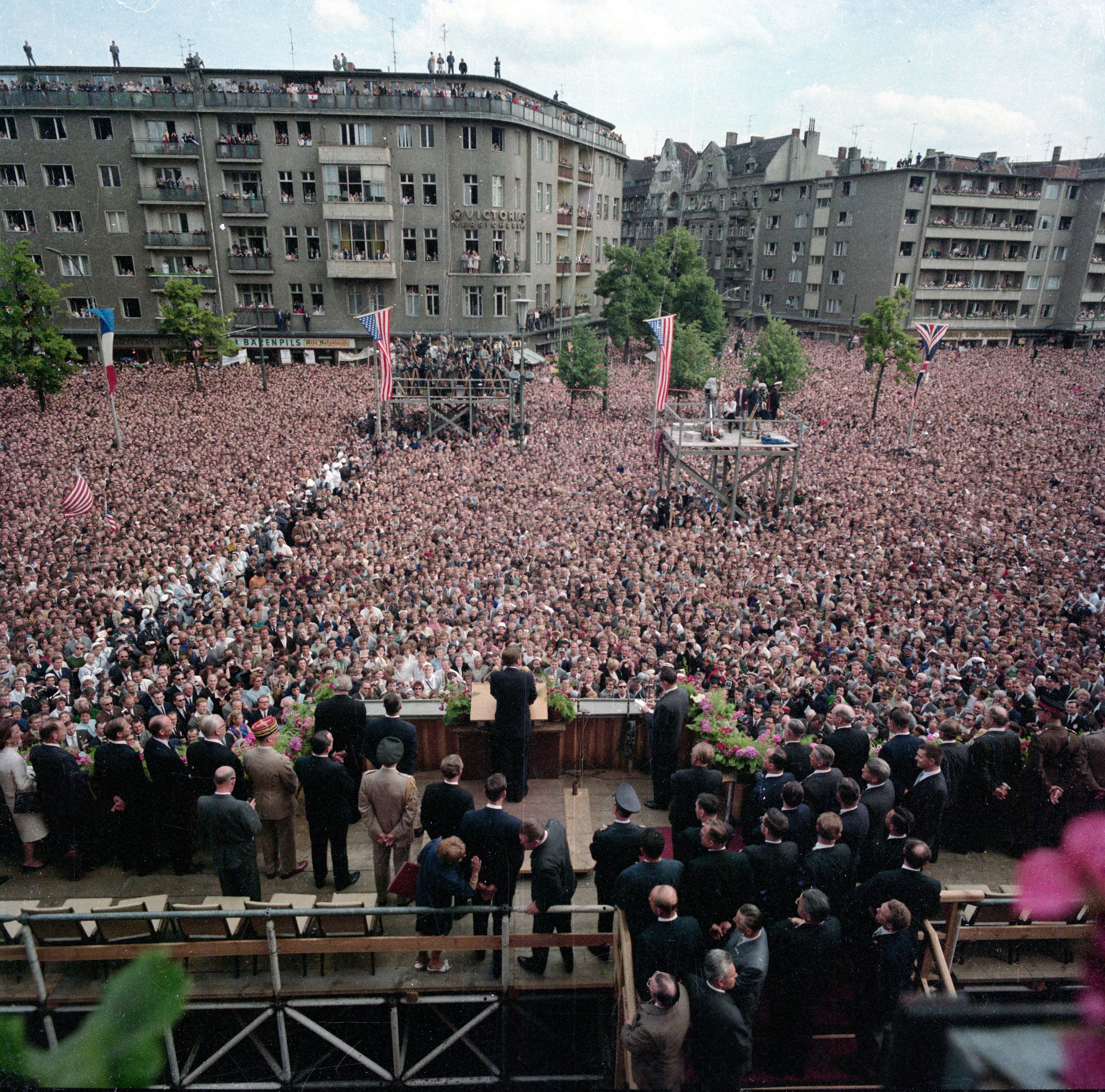
1963: Kennedy in Berlin

- 1963: US-Präsident John F. Kennedy hält vor dem Rathaus Schöneberg in Berlin vor 400.000 Menschen eine Rede, die mit dem auf Deutsch gesprochenen Satz Ich bin ein Berliner endet.
- 1966: Der Schweizer Kanton Basel-Stadt führt das Frauenwahlrecht ein.
- 1969: Beim entscheidenden WM-Qualifikationsspiel für die Fußball-Weltmeisterschaft 1970 zwischen Honduras und El Salvador kommt es zu gewalttätigen Auseinandersetzungen mit Toten. Zwei Wochen später bricht der „Fußballkrieg“ zwischen den beiden Ländern aus.
- 1978: Das Schloss Versailles wird nach 2:00 Uhr nachts durch einen Sprengstoffanschlag bretonischer Separatisten erheblich beschädigt.
- 1981: Mit der Hinrichtung von Werner Teske wird letztmals in Deutschland die Todesstrafe vollstreckt.
- 1984: Der deutsche Bundeswirtschaftsminister Otto Graf Lambsdorff tritt wegen der Flick-Spendenaffäre zurück.
- 1995: Im äthiopischen Addis Abeba scheitert ein Mordanschlag vermutlich muslimischer Extremisten auf den ägyptischen Staatspräsidenten Husni Mubarak.
- 1996: Der frühere SPD-Politiker Karl Wienand wird wegen Spionage für die DDR zu einer zweieinhalbjährigen Freiheitsstrafe verurteilt.
- 2003: Der Oberste Gerichtshof der USA erklärt in der Entscheidung Lawrence v. Texas die in einigen Bundesstaaten bestehenden Strafvorschriften gegen homosexuelle Handlungen, aber auch gegen heterosexuellen Oral- und Analsex für verfassungswidrig.
- 2013: Der Oberste Gerichtshof der USA erklärt einen Teil des Defense of Marriage Acts für verfassungswidrig. Gleichgeschlechtliche Ehen, die nach dem Recht eines Bundesstaats erlaubt sind, müssen demnach auch im Bundesrecht anerkannt werden.
- 2015: Der Oberste Gerichtshof der USA entscheidet in Obergefell v. Hodges, dass alle Bundesstaaten gleichgeschlechtliche Ehen einführen müssen.

### Wirtschaft

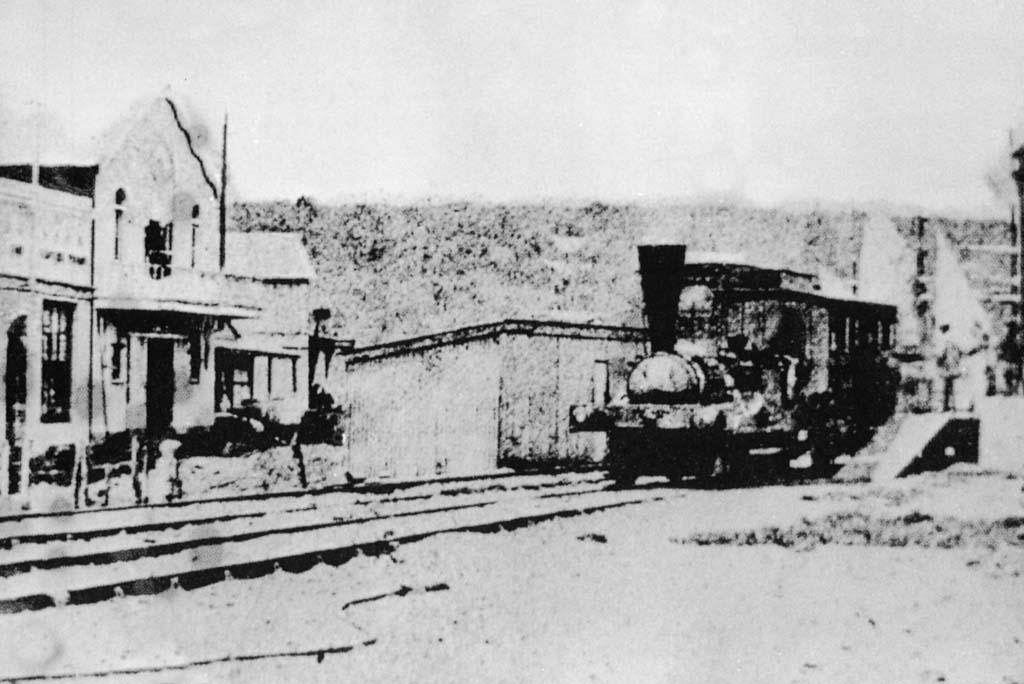
1860: Zug der Natal Railway

- 1860: In Durban wird die erste Bahnstrecke im Süden Afrikas in der britischen Kolonie Natal von der Natal Railway eröffnet. Die Lokomotive des Zuges erhält den Namen Natal.
- 1879: Ägypten verkauft seine Anteile am Suezkanal an Großbritannien.
- 1884: In Mannheim wird die Zellstofffabrik Waldhof gegründet, ein Vorläufer der Papierwerke Waldhof-Aschaffenburg.
- 1901: Aktienspekulationen und ein Großkreditausfall ruinieren die Leipziger Bank, die ehemals private Notenbank Sachsens.
- 1919: Der New Yorker Verleger Joseph Medill Patterson bringt die Daily News heraus, die erste Tageszeitung im kleinen Tabloid-Zeitungsformat.
- 1974: Die Herstatt-Bank in Köln und Bonn muss auf Anordnung des Bundesaufsichtsamtes für das Kreditwesen nach Milliardenverlusten bei Devisentermingeschäften ihre Schalter schließen.

1974: EAN-13 Barcode

- 1974: In einem Supermarkt in Ohio (USA) wird erstmals das Strichcode-System eingesetzt. Eingelesen wird eine Packung Kaugummi der Marke Wrigleys.

### Wissenschaft und Technik
- 1472: In Bayern wird die Universität Ingolstadt eröffnet.
- 1886: Der Franzose Henri Moissan erzeugt erstmals reines Fluor.

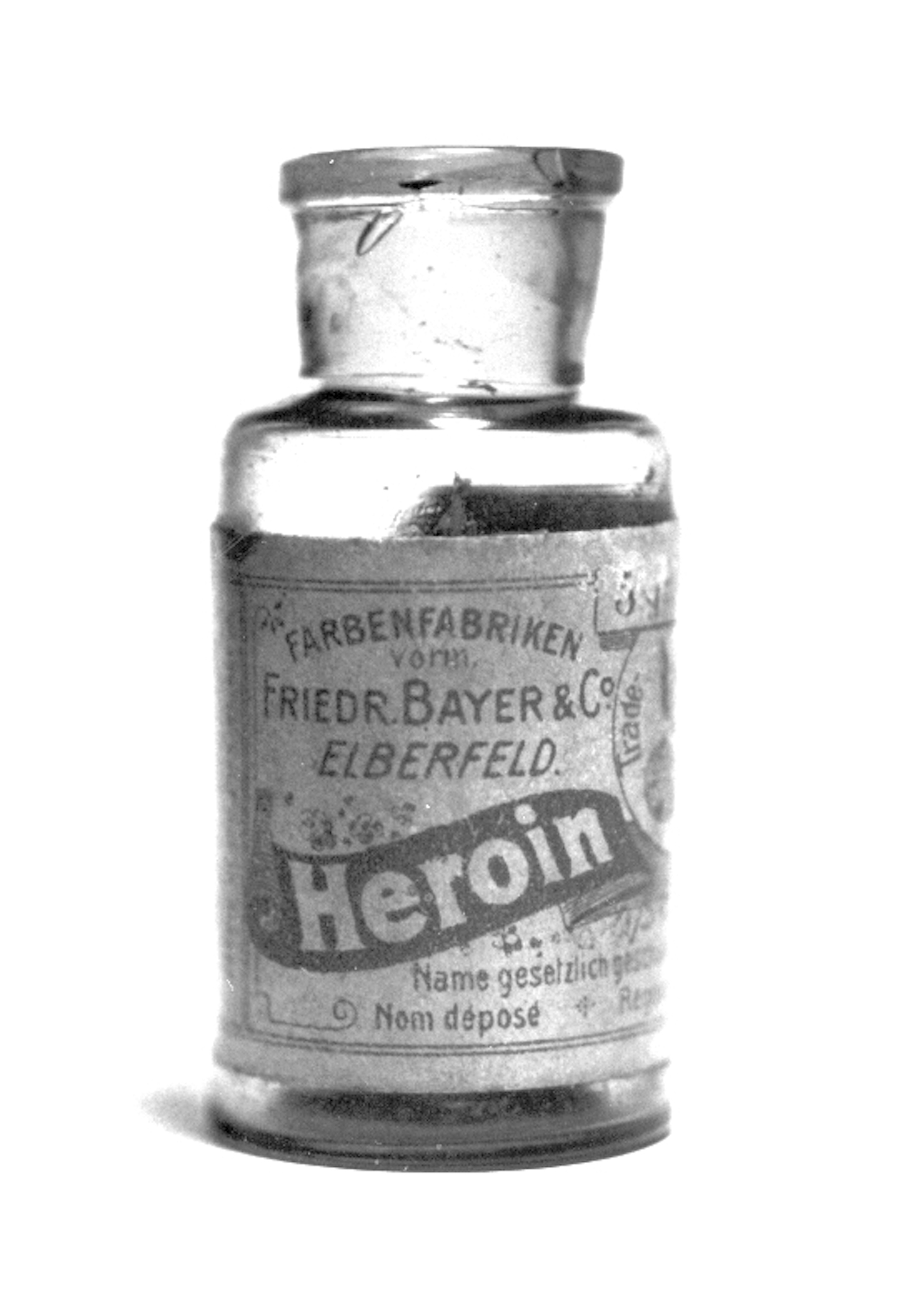
1896: Heroinflasche

- 1896: Felix Hoffmann synthetisiert Heroin nach dem Verfahren von Charles Romley Wright von 1874. Es wird von der Firma Bayer als Medikament angeboten.
- 1897: Bei einer Flottenparade demonstriert die Turbinia, das erste Dampfturbinenschiff der Welt, in spektakulärer Weise seine Überlegenheit als schnellstes Schiff der damaligen Zeit.
- 1905: Um 22:38 Uhr empfängt Island das erste Telegramm. Die britische Marconi Company sendete es per Funk von Cornwall aus. Erst ein Jahr darauf folgt die Verbindung per Seekabel.
- 1936: In Bremen startet der erste Hubschrauber der Welt, der FW 61.

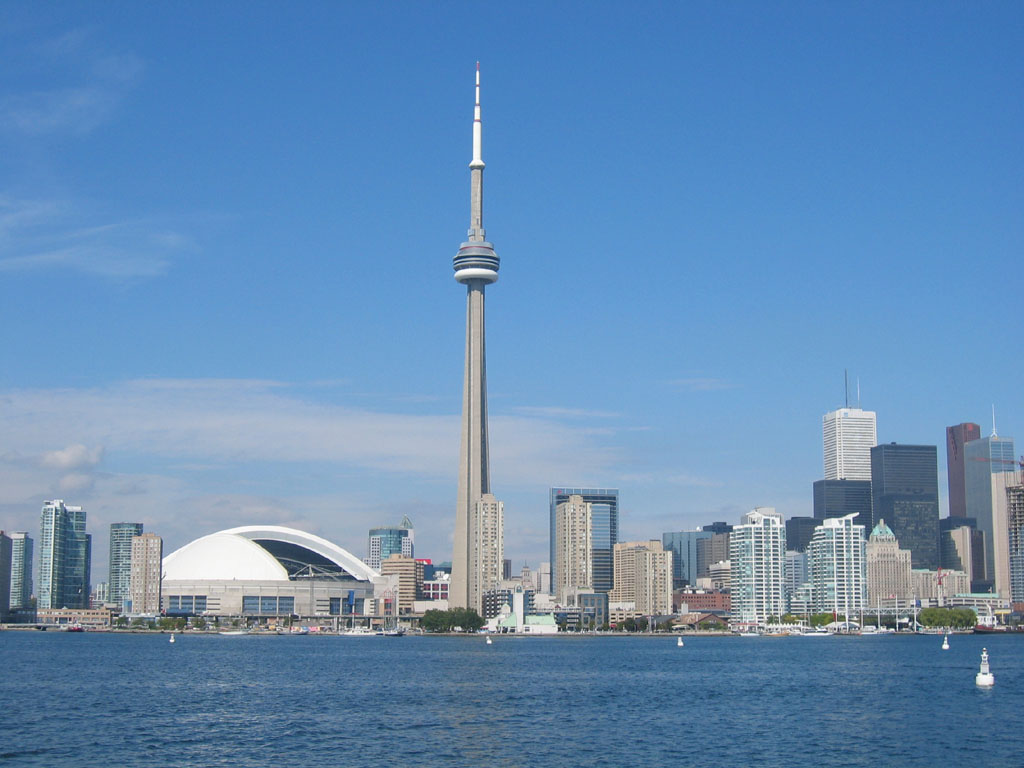
1976: CN Tower

- 1976: In Toronto wird der CN Tower eröffnet, bis 2007 das höchste freistehende Bauwerk der Welt.
- 2001: Der Grundstein für die Ukrainische Katholische Universität in Lwiw wird in Anwesenheit von Papst Johannes Paul II. gelegt.
- 2003: Das unbemannte Solarflugzeug Helios, das am 13. August 2001 einen neuen Höhenrekord für nichtraketengetriebene Flugzeuge aufgestellt hatte, stürzt ab.
- 2007: In Zhejiang wird die Hangzhou Wan Daqiao eingeweiht, mit 36 km Länge die zu diesem Zeitpunkt längste Überseebrücke der Welt.

### Kultur

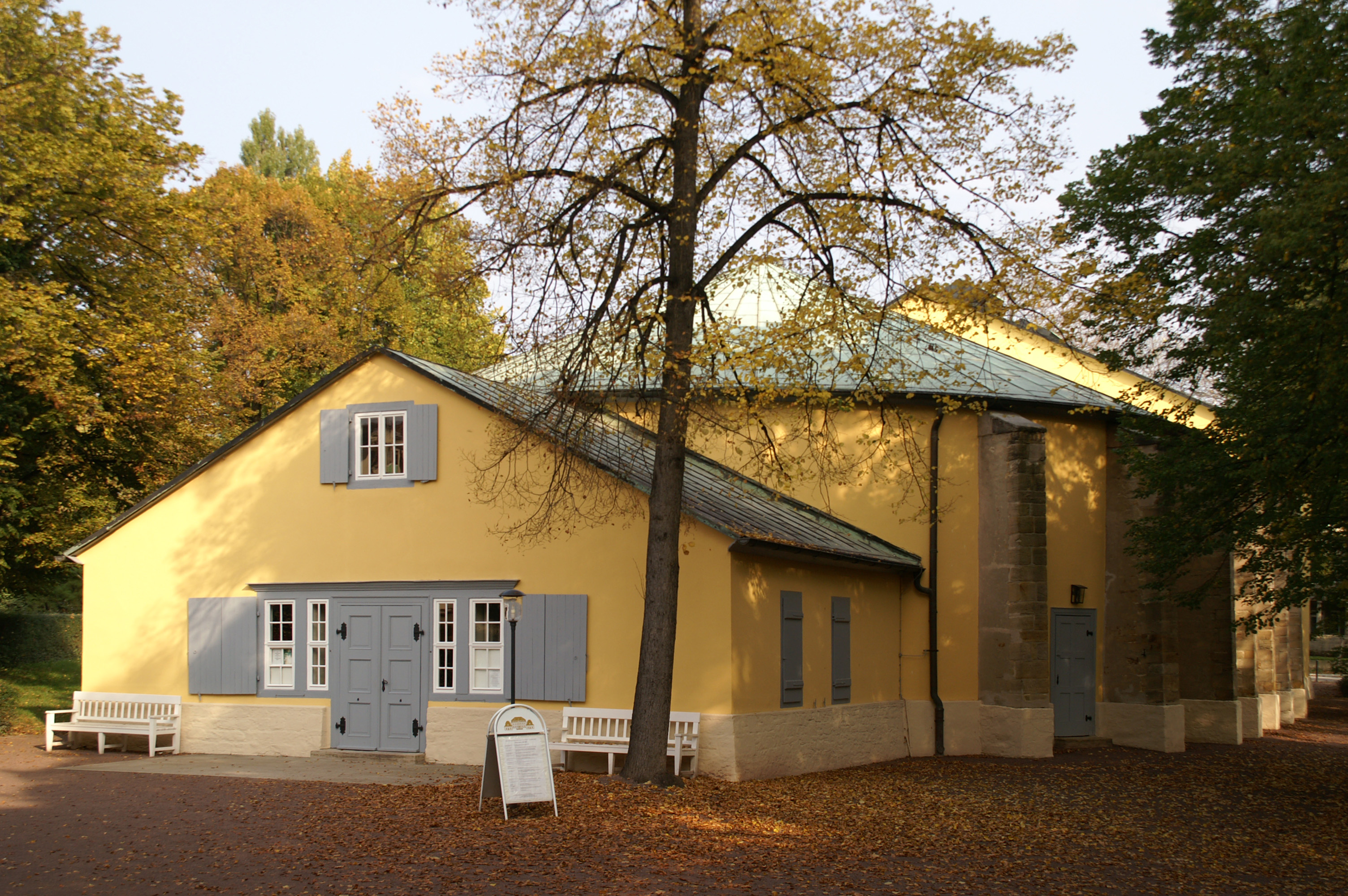
1802: Goethe-Theater in Bad Lauchstädt

- 1802: Das Goethe-Theater in Bad Lauchstädt wird in Anwesenheit des Dichters eröffnet.
- 1862: Die Uraufführung der komischen Oper Sarolta von Ferenc Erkel findet in Budapest statt.
- 1870: Die Uraufführung der Oper Die Walküre von Richard Wagner findet im  Königlichen Hof- und Nationaltheater München unter der Leitung von Franz Wüllner statt.
- 1925: Charlie Chaplins Film Goldrausch feiert in Hollywood Premiere.
- 1933: Der Unterrichtsfilm wird durch einen Erlass des nationalsozialistischen preußischen Kultusministers Bernhard Rust in den Schulen als Unterrichtsmaterial eingeführt.
- 1934: Im nationalsozialistischen Deutschland wird eine Reichsstelle für den Unterrichtsfilm (RfdU) geschaffen.
- 1977: Elvis Presley gibt sein letztes Konzert in Indianapolis.
- 1997: Das erste Harry-Potter-Buch, Harry Potter und der Stein der Weisen, erscheint in Großbritannien mit einer Startauflage von 500 Exemplaren.

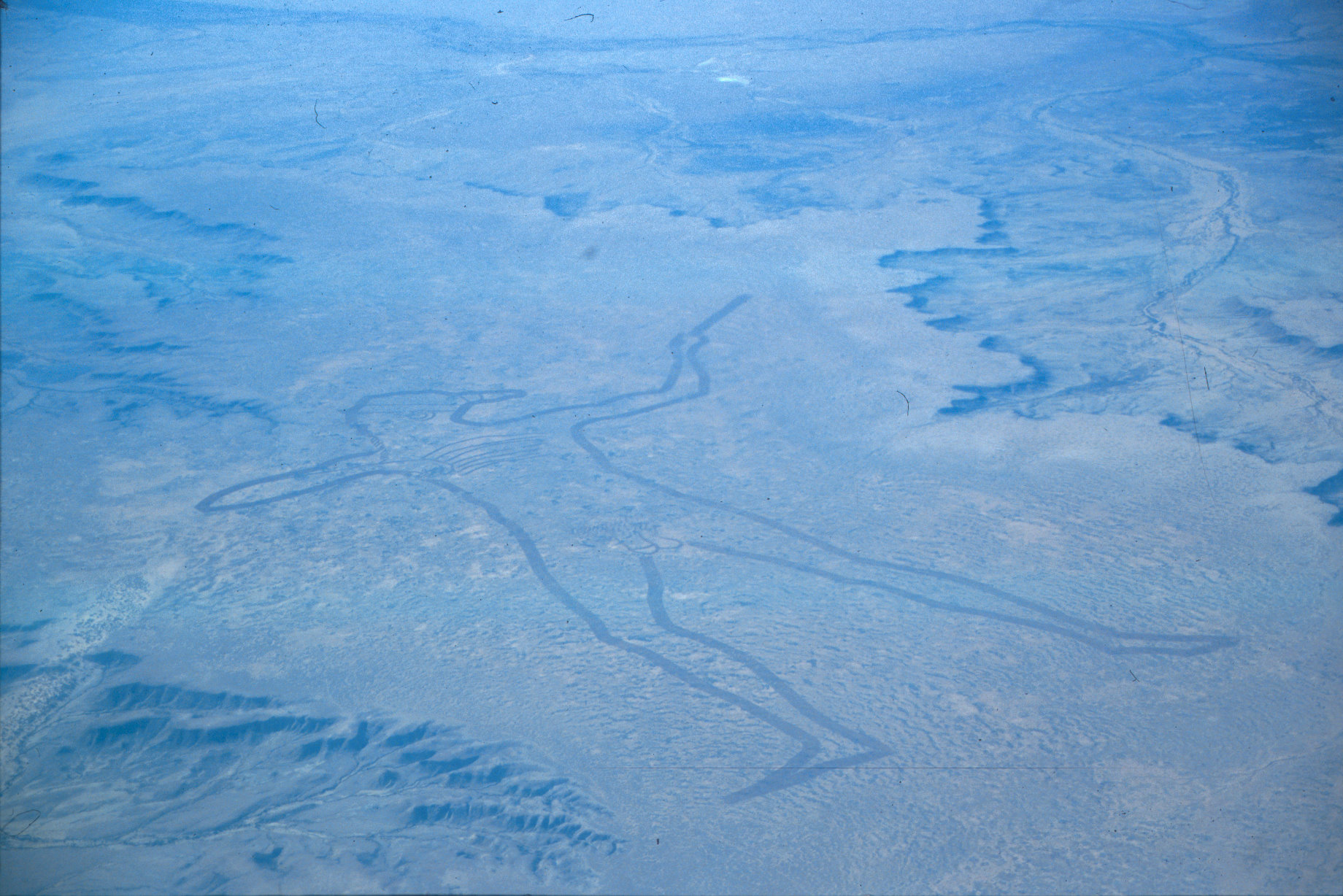
1998: Marree Man

- 1998: Aus etwa 1000 Meter Höhe entdeckt der Buschpilot Trac Smith im zentralen Südaustralien zufällig die etwa vier Kilometer große Erdzeichnung des Marree Man.

### Gesellschaft
- 1974: Die Erinnerungsstätte für die Freiheitsbewegungen in der deutschen Geschichte wird mit einer Rede von Bundespräsident Heinemann in Rastatt eröffnet.
- 1987: Die UN-Antifolterkonvention tritt in Kraft.
- 2003: In der Entscheidung Lawrence v. Texas hebt der Oberste Gerichtshof der Vereinigten Staaten alle Sodomy laws in den USA wegen Eingriffs in das Recht auf Privatsphäre auf.
- 2015: In der Entscheidung Obergefell v. Hodges des obersten Gerichtshofs der Vereinigten Staaten wird die Ehe zwischen gleichgeschlechtlichen Partnern in allen 50 Staaten der USA legalisiert.

### Religion
- 0684: Benedikt II., der sich nach der Belastung durch den Monotheletismusstreit erfolgreich um die Versöhnung mit Kaiser Konstantin IV. von Byzanz bemühen wird, wird als Papst inthronisiert.
- 1409: Nach der Absetzung der beiden Päpste Gregor XII. und Benedikt XIII. am 5. Juni wählt das Konzil von Pisa den Franziskaner Pietro Philargi zum neuen Papst, der den Namen Alexander V. annimmt. Da jedoch keiner der anderen Päpste diese Entscheidung akzeptiert, wird damit das Abendländische Schisma um einen dritten Papst erweitert.
- 1524: Martin Luther predigt erstmals in Magdeburg und ebnet damit der Reformation in der Stadt den Weg.
- 1533: Die versammelten Bürger von Hannover leisten einen gemeinsamen Schwur auf die lutherischen Lehren. Dies gilt als Beginn der Reformation in Hannover.

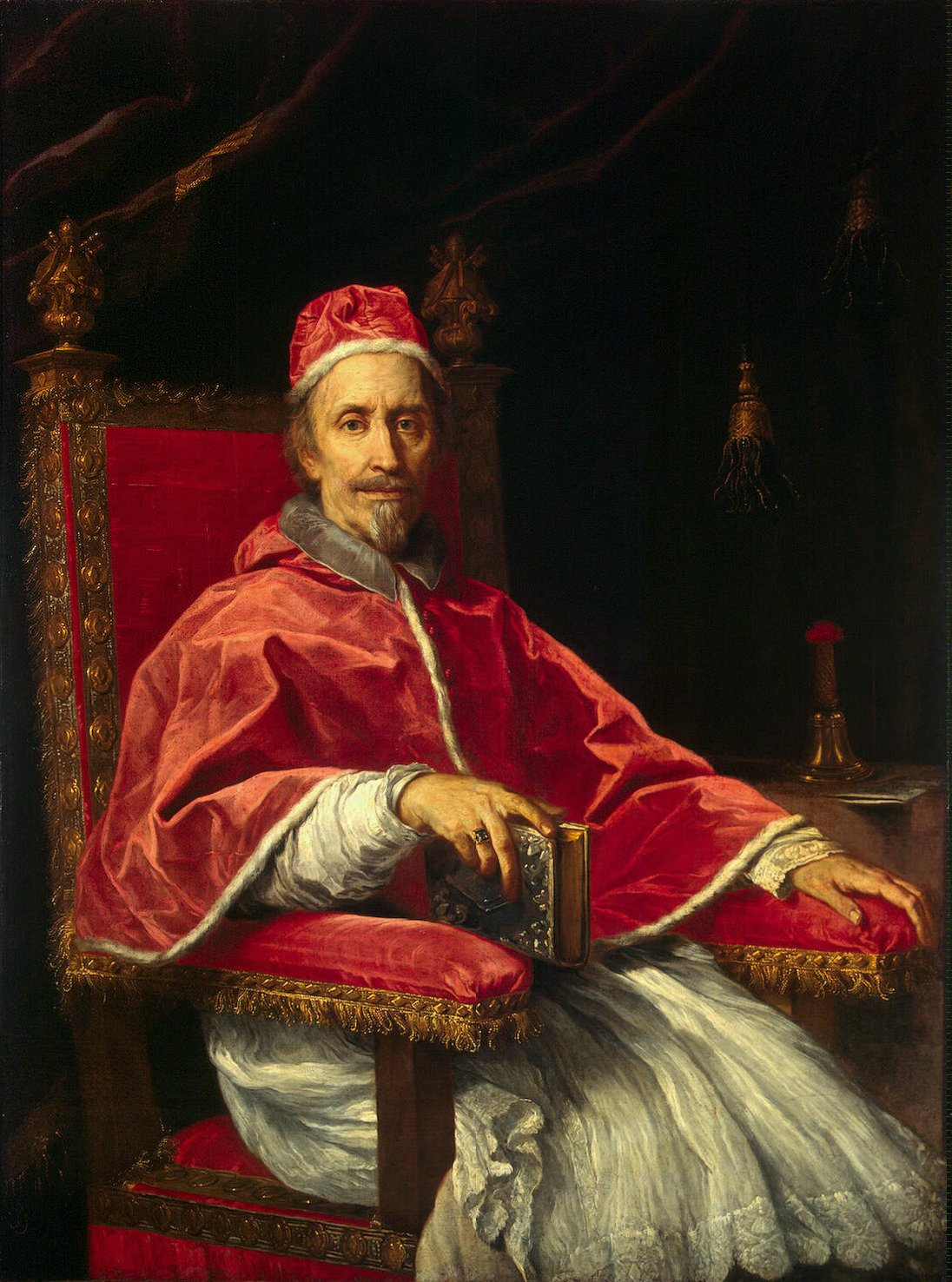
1667: Clemens IX.

- 1667: Kardinal Giuglio Rospigliosi wird nach seiner Wahl zum Papst vom 20. Juni als Clemens IX. inthronisiert.
- 2000: Das dritte der Drei Geheimnisse von Fátima wird in Rom von Kardinal Joseph Ratzinger und Tarcisio Bertone, dem Sekretär der Kongregation für die Glaubenslehre, publik gemacht.

### Natur und Umwelt

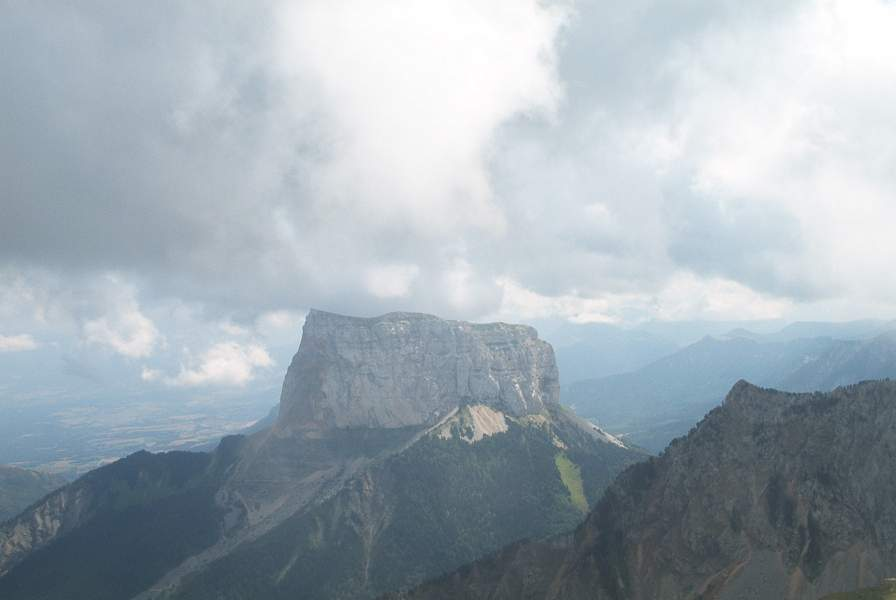
1492: Mont Aiguille

- 1492: Antoine de Ville gelingt das von Frankreichs König Karl VIII. befohlene Erklimmen des Mont Aiguille in den französischen Westalpen. Bei der Erstbesteigung des Berges werden neben Bergsteigerausrüstung auch Leitern verwendet.
- 2006: JJ1, genannt Bruno, wird in Bayern erschossen. Er war der erste frei lebende Bär auf deutschem Staatsgebiet, nachdem vor 170 Jahren das letzte Raubtier dieser Art in Deutschland getötet worden war.
- 2009: Sowohl die niederländischen Teile des Wattenmeeres, als auch die der Bundesländer Niedersachsen und Schleswig-Holstein werden zum Weltnaturerbe ernannt.

### Katastrophen
- 1719: Der Große Christenbrand bricht in Frankfurt am Main aus und vernichtet innerhalb von drei Tagen den Nordwesten der Reichsstadt mit etwa 400 Häusern.
- 1973: Neun Menschen sterben bei der Explosion einer zum Start aufgetankten Kosmos-3M Rakete auf dem Raketenstartplatz Plessezk.

Kleinere Unglücksfälle sind in den Unterartikeln von Katastrophe und in der Liste von Katastrophen aufgeführt.

### Sport
- 1906: Im französischen Le Mans starten 32 Wagen zum ersten Grand-Prix-Rennen der Welt.
- 1954: Österreich besiegt im Viertelfinale der Fußball-Weltmeisterschaft die Schweiz mit 7:5; das trefferreichste Spiel bei einer WM-Endrunde geht als Hitzeschlacht von Lausanne in die Geschichte ein.

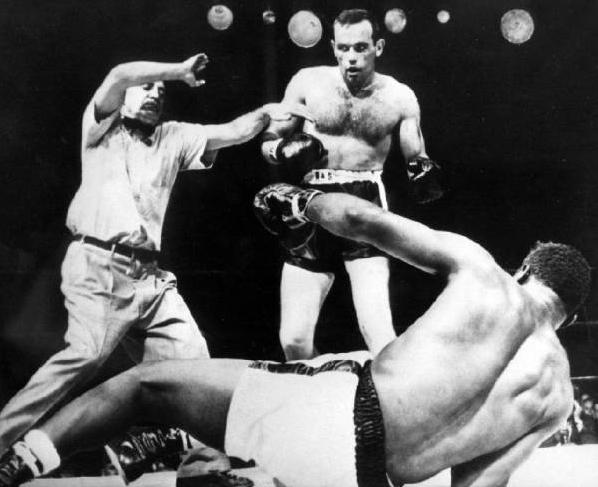
1959: Patterson nach einem Schlag Johanssons am Boden

- 1959: Der Schwede Ingemar Johansson wird Box-Weltmeister im Schwergewicht. Titelverteidiger Floyd Patterson geht in der dritten Runde siebenmal zu Boden, ehe der Ringrichter den Kampf beendet.
- 1983: Der Salzsteigweg wurde als letzter der 10 Österreichischen Weitwanderwege eröffnet.
- 1992: Dänemark, erst zehn Tage vor dem Turnierbeginn für das wegen des Balkankonfliktes ausgeschlossene Jugoslawien nachgerückt, gewinnt die Fußball-EM in Schweden. Die Dänen besiegen im Finale in Stockholm sensationell den amtierenden Weltmeister Deutschland mit 2:0.
- 1999: Durch ein K.o. über den Briten Herbie Hide in der zweiten Runde wird Vitali Klitschko Weltmeister im Schwergewicht.
- 2000: Bangladesch wird Full Member des International Cricket Council (ICC).
- 2011: Die Fußball-Weltmeisterschaft der Frauen in Deutschland beginnt.
- 2016: Durch einen 4:2-Sieg nach Elfmeterschießen im Finale gegen Argentinien gewinnt Chile die Copa América Centenario.

Einträge von Leichtathletik-Weltrekorden befinden sich unter der jeweiligen Disziplin unter Leichtathletik.
Einträge zu Fußballweltmeisterschaftsspielen finden sich in den Unterseiten von Fußball-Weltmeisterschaft. Das Gleiche gilt für Fußball-Europameisterschaften.

## Geboren

### Vor dem 18. Jahrhundert
- 0719: Yang Guifei, Konkubine Kaiser Xuanzongs aus der Tang-Dynastie

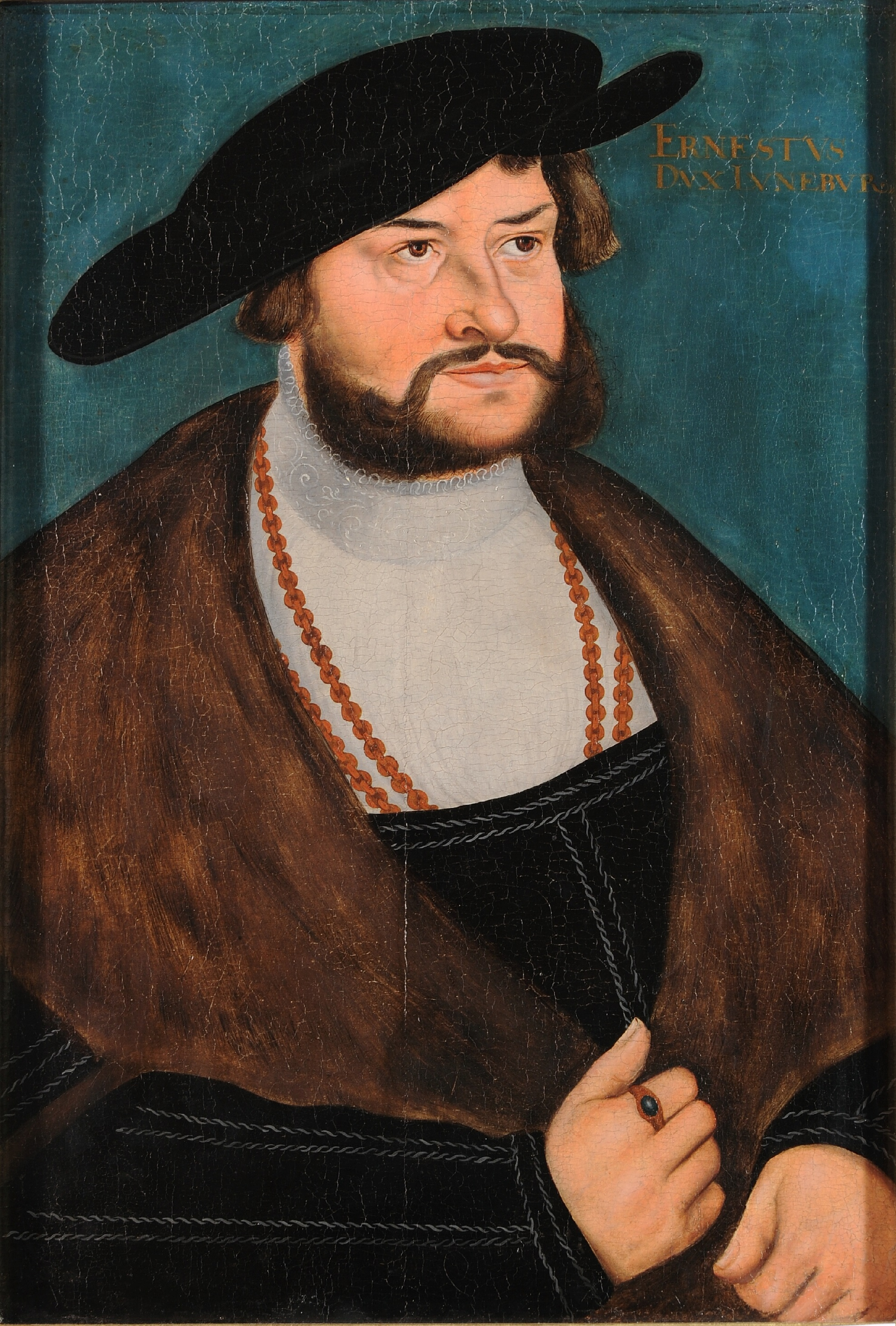
Ernst I. (* 1497)

- 1497: Ernst I., Fürst von Lüneburg
- 1502: Cristóbal de Rojas y Sandoval, spanischer Geistlicher, Bischof von Oviedo, Badajoz und Córdoba, Erzbischof von Sevilla
- 1557: Leandro Bassano, italienischer Maler
- 1561: Erdmuthe von Brandenburg, Herzogin von Pommern
- 1584: Johann von Ponickau, kaiserlicher Rat und Reichspfennigmeister des Ober- und Niedersächsischen Reichskreises
- 1611: Johann Erich Ostermann, deutscher Gräzist
- 1620: Johann Caspar Schweizer, Schweizer evangelischer Geistlicher, Philologe und Hochschullehrer
- 1631: Vincenzo Albrici, italienischer Komponist, Organist und Kapellmeister
- 1657: Johann Carl Trumler, Dombaumeister am Stephansdom in Wien
- 1674: Johann Jacob Syrbius, deutscher Philosoph und lutherischer Theologe

Hedwig Sophia von Schweden (* 1681)

- 1681: Hedwig Sophia von Schweden, schwedische Prinzessin, Herzogin von Schleswig-Holstein-Gottorf
- 1684: Johann Josef von Waldstein, tschechischer Adliger und Mäzen

### 18. Jahrhundert
- 1712: Johann Andreas Silbermann, elsässischer Orgelbauer
- 1726: Viktor Amadeus III., König von Sardinien-Piemont und Herzog von Savoyen
- 1729: Lazarus III. Henckel von Donnersmarck, freier Standesherr und Montanunternehmer

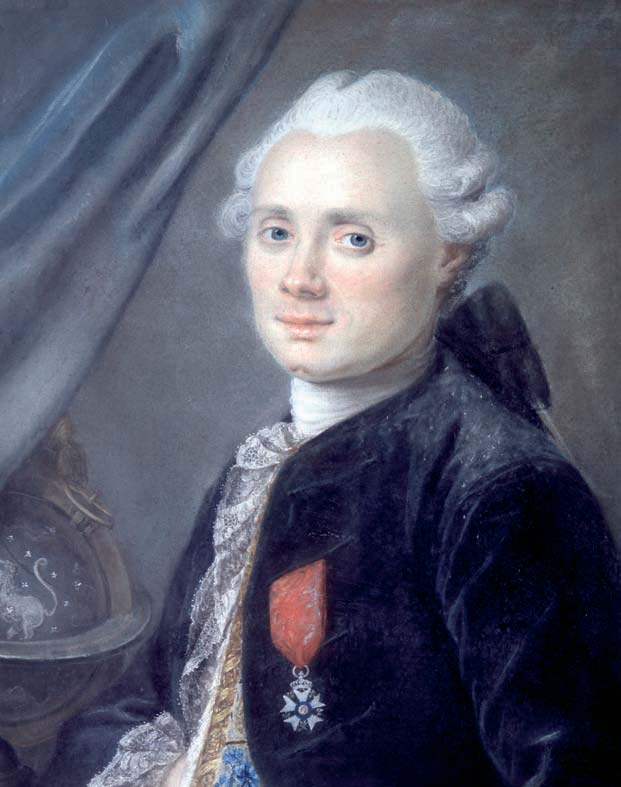
Charles Messier (* 1730)

- 1730: Charles Messier, französischer Astronom
- 1741: John Langdon, US-amerikanischer Politiker, Gouverneur von New Hampshire, Senator, erster Senatspräsident pro tempore
- 1742: Arthur Middleton, US-amerikanischer Politiker, Unterzeichner der Unabhängigkeitserklärung
- 1746: Jean-Siffrein Maury, französischer Kleriker und Politiker, Erzbischof von Paris
- 1747: Leopold Koželuh, böhmischer Komponist
- 1752: Christian Erdmann Kindten, deutscher Orgelbauer
- 1753: Antoine de Rivarol, französischer Schriftsteller
- 1760: Johann I. Josef, österreichischer Feldmarschall, Herzog von Troppau und Jägerndorf, Fürst von und zu Liechtenstein
- 1760: Karl Aloys zu Fürstenberg, kaiserlicher Feldmarschallleutnant
- 1767: Katharina Kainz, deutsche Sängerin
- 1769: George Browne, 8. Viscount Montagu, englischer Lord und Tourist
- 1770: Johann Christoph Schreiter, deutscher evangelisch-lutherischer Theologe
- 1772: Johan Lorentz Aschan, schwedischer Unternehmer
- 1775: Johann Jakob Iven, preußischer Priester und Generalvikar
- 1786: Sunthon Phu, thailändischer Dichter
- 1789: Heinrich Franz von Bombelles, österreichischer Diplomat und Offizier, Erzieher von Franz Joseph I.
- 1789: Balthasar de Vincenz, Schweizer Soldat in spanischen Diensten
- 1796: Jan Paweł Lelewel, polnischer Ingenieuroffizier, Freiheitskämpfer und Architekt

### 19. Jahrhundert

#### 1801–1850
- 1802: Georg Prahl Harbitz, norwegischer Pfarrer und Stortingspräsident
- 1804: Louis Asher, deutscher Landschaftsmaler und Bildhauer
- 1810: Rageth Christoffel, Schweizer Pfarrer und Pädagoge

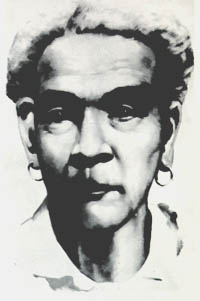
Mariana Grajales (* 1815)

- 1815: Mariana Grajales, kubanische Freiheitskämpferin der Unabhängigkeitskriege
- 1816: George Whiting Flagg, US-amerikanischer Maler
- 1817: Bernhard Windscheid, deutscher Jurist, Rechtswissenschaftler und Hochschullehrer
- 1818: Friedrich Kienscherf, deutscher Orgelbauer
- 1819: Juana Manso de Noronha, argentinische Schriftstellerin, Feministin und Komponistin, Pädagogin und Journalistin
- 1819: Eduard Seuffert, österreichischer Klavierbauer

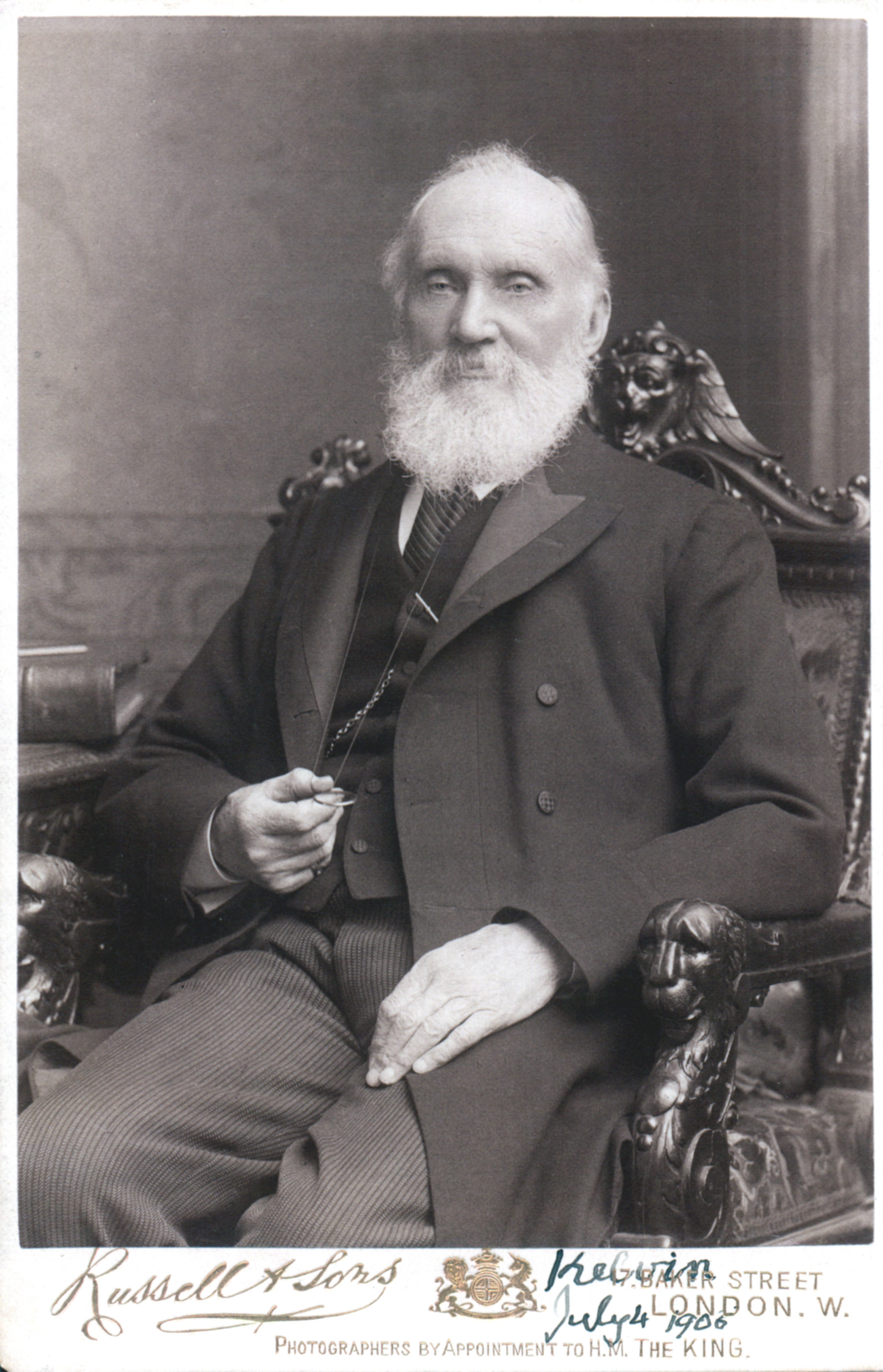
William Thomson (* 1824)

- 1824: William Thomson, 1. Baron Kelvin, britischer Physiker
- 1825: George Frankenstein, deutschamerikanischer Maler und Journalist
- 1826: Adolf Bastian, deutscher Völkerkundler
- 1827: Gaetana Sterni, italienische Ordensfrau und -gründerin
- 1831: Julius Rodenberg, deutscher Journalist und Schriftsteller
- 1834: John Alexander Anderson, US-amerikanischer Politiker, Mitglied des Repräsentantenhauses
- 1835: Ottó Herman, ungarischer Naturforscher, Ethnologe und Politiker
- 1836: Marie Bach, Schweizer Schriftstellerin
- 1847: Conrad Justus Bredenkamp, deutscher Theologe und Hochschullehrer
- 1848: Henri Lioret, französischer Uhrmacher und Erfinder

#### 1851–1900
- 1854: Erich Kling, deutscher Offizier und Forschungsreisender

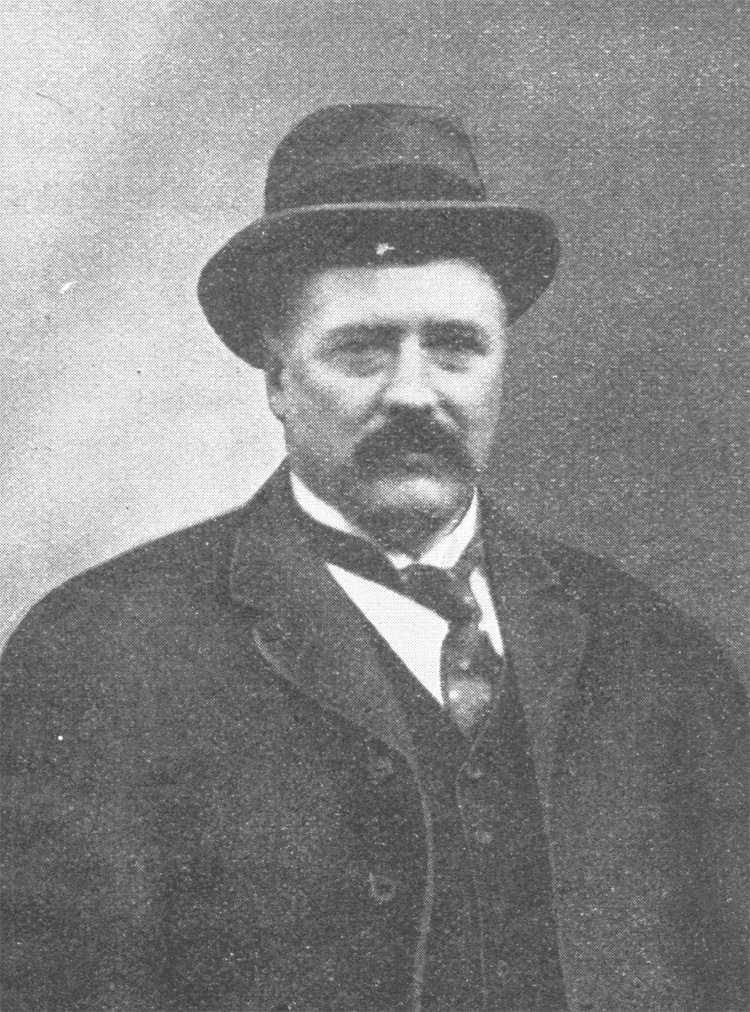
Eberhard Fraas (* 1862)

- 1862: Eberhard Fraas, deutscher Geologe und Paläontologe
- 1863: Alfred Grenander, schwedischer Architekt
- 1869: Martin Andersen Nexø, dänischer Schriftsteller
- 1871: Johan Anker, norwegischer Segler, Yachtkonstrukteur und Werftbesitzer, Olympiasieger
- 1871ː Vilma Illing, österreichische Theaterschauspielerin
- 1872ː Anna Heidtmann-Bacharach, deutsche Malerin und NS-Opfer
- 1875: Riccardo Stracciari, italienischer Opernsänger und Gesangspädagoge
- 1875: Camille Zeckwer, US-amerikanischer Komponist
- 1875: Josephine Zehnder-Stadlin, Schweizer Pädagogin
- 1876: Johannes Paul Aeltermann, deutscher Geistlicher, Opfer des Nationalsozialismus
- 1876: Fritz Pferdekämper, deutscher Sinologe
- 1878: Albert Siklós, ungarischer Komponist
- 1879: Agrippina Jakowlewna Waganowa, russische Balletttänzerin und Ballettpädagogin
- 1881: Marie Schlieps, deutsch-baltische Diakonisse und evangelische Märtyrerin
- 1883: Erich Graf von Bernstorff-Gyldensteen, deutscher Sportschütze
- 1884: Hermann Bürkle, deutscher Fußballspieler
- 1884: Peter Petersen, deutscher Schulreformer
- 1885: Billy Jenkins, deutscher Kunstschütze, Lassowerfer und Greifvogeldresseur
- 1888: Else Rauch, deutsche Lehrerin und NS-Opfer
- 1890: Jeanne Eagels, US-amerikanische Schauspielerin
- 1890: Cornelia Gurlitt, deutsche Malerin
- 1890ː Fridel Köhne, deutsche Schriftstellerin und Drehbuchautorin
- 1891: Sidney Howard, US-amerikanischer Dramatiker
- 1891: Peter Hütgens, deutscher Politiker, MdR

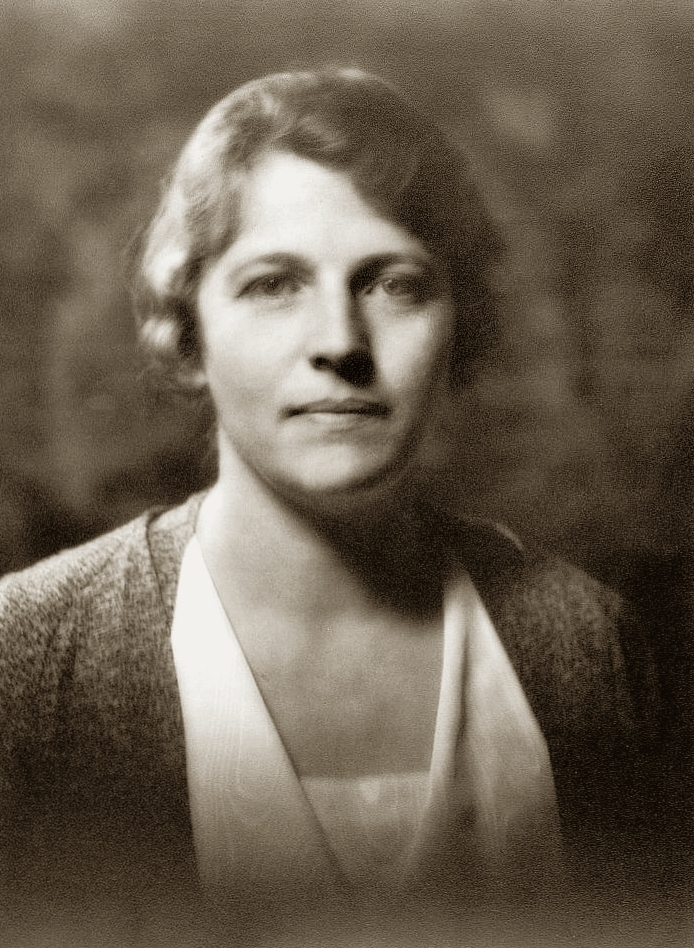
Pearl S. Buck (* 1892)

- 1892: Pearl S. Buck, US-amerikanische Schriftstellerin, Nobelpreisträgerin
- 1893: Big Bill Broonzy, US-amerikanischer Musiker
- 1893ː Jenny Dreifuß, deutsche Gymnasialprofessorin, Opfer der Judenverfolgung in der NS-Zeit
- 1894: Marcel Wauters, belgischer Steuermann im Rudern
- 1897: Viola Dana, US-amerikanische Stummfilm-Schauspielerin
- 1897: Walter Vesper, deutscher Politiker, MdL, MdB
- 1898: Willy Messerschmitt, deutscher Flugzeugkonstrukteur und Unternehmer
- 1898: Ernst Nebhut, deutscher Schriftsteller, Librettist und Drehbuchautor
- 1898: Henri Théodore Pigozzi, französisch-italienischer Kaufmann und Industrieller
- 1899: Riho Päts, estnischer Komponist, Chorleiter und Musikpädagoge
- 1899: Maria Nikolajewna Romanowa, Tochter von Zar Nikolaus II.

### 20. Jahrhundert

#### 1901–1925
- 1901: Jean Boyer, französischer Regisseur und Drehbuchautor
- 1902: Antonia Brico, US-amerikanische Dirigentin
- 1903: David Granger, US-amerikanischer Bobfahrer
- 1903: Abe Tomoji, japanischer Schriftsteller, Übersetzer und Literaturkritiker
- 1903: Hans Weisz, rumäniendeutscher Kirchenmusiker und Komponist

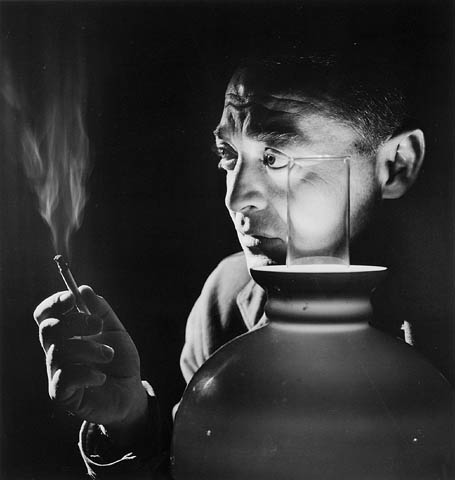
Peter Lorre (* 1904)

- 1904: Peter Lorre, ungarisch-US-amerikanischer Filmschauspieler, Drehbuchautor und Filmregisseur
- 1905: Rudolf Klupsch, deutscher Leichtathlet
- 1905: August Momberger, deutscher Automobilrennfahrer und Ingenieur
- 1905: Ruth Seydewitz, deutsche Journalistin und Schriftstellerin
- 1906: Stefan Andres, deutscher Schriftsteller
- 1906: Edward Akufo-Addo, ghanaischer Jurist und Politiker, Richter am Obersten Gerichtshof, Staatspräsident
- 1906: Sigfried Asche, deutscher Kunsthistoriker und Museumsdirektor
- 1907: Friedrich Asinger, österreichischer Chemiker
- 1907: Martin Schneeweiss, österreichischer Motorradrennfahrer

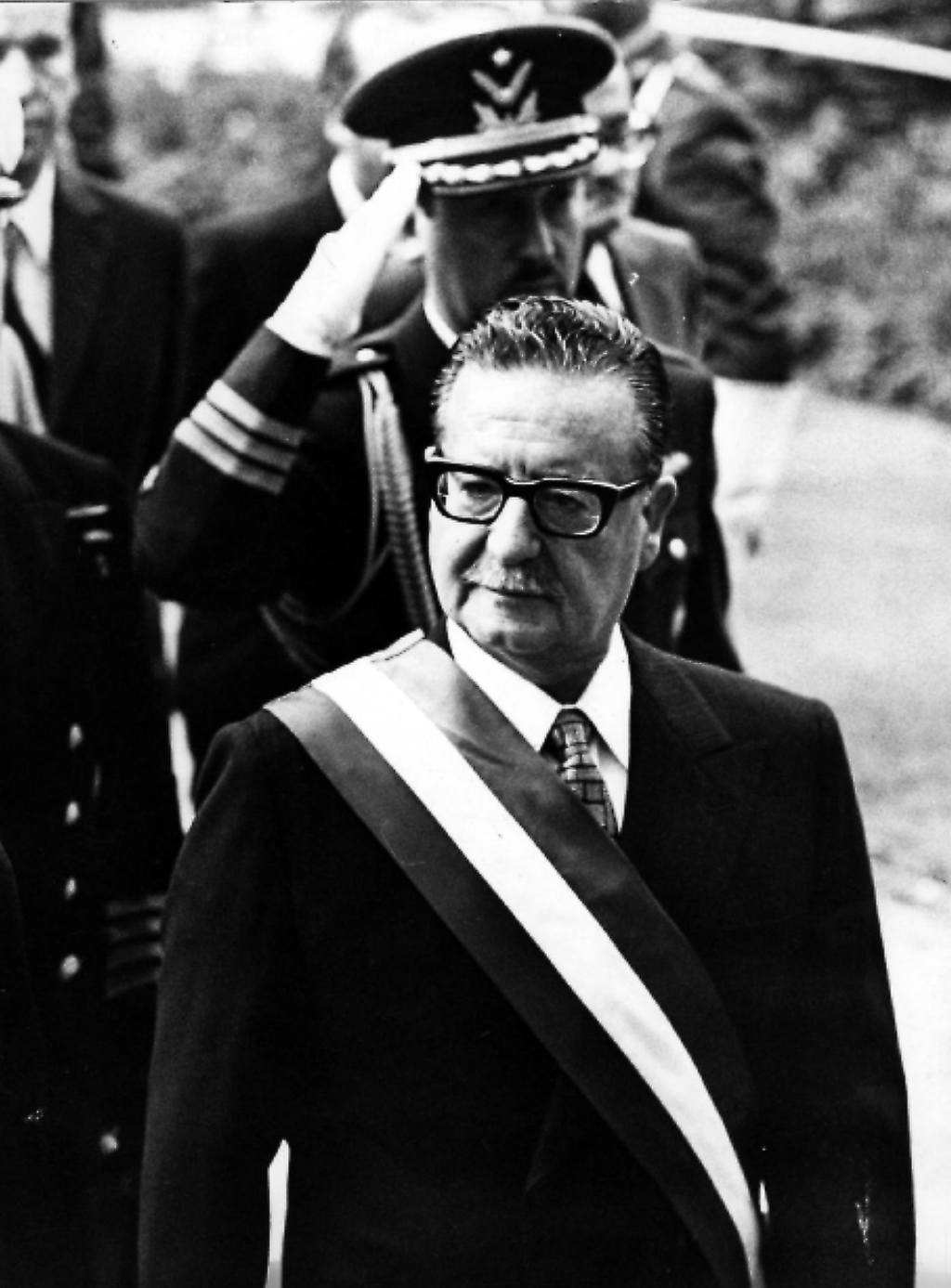
Salvador Allende (* 1908)

- 1908: Salvador Allende, chilenischer Politiker, Staatspräsident
- 1908: William F. Knowland, US-amerikanischer Politiker, Senator
- 1908: Emil Zbinden, Schweizer Zeichner, Xylograph und Kunstmaler
- 1909: Max Eisinger, deutscher Schachspieler
- 1909: Erwin Schopper, deutscher Physiker
- 1909: Tom Parker (Colonel Tom Parker), niederländischer Musikmanager von Elvis Presley
- 1910: Don Ashton, britischer Architekt, Filmarchitekt und Ausstatter
- 1910: Friedrich Rögelein, deutscher Offizier
- 1911: Ernst Witt, deutscher Mathematiker

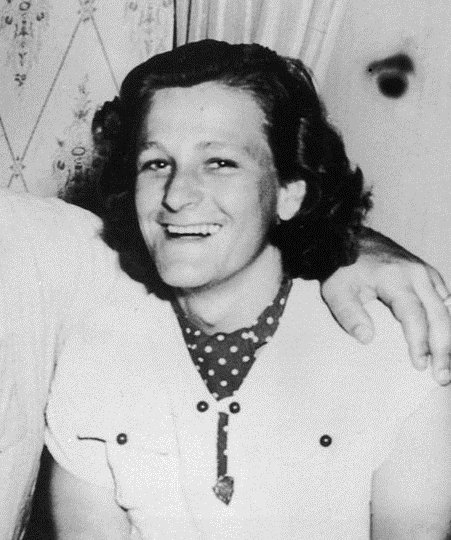
Mildred Didrikson Zaharias (* 1911)

- 1911: Mildred Didrikson Zaharias, US-amerikanische Leichtathletin und Golferin
- 1912: Roxanne Atkins, kanadische Hürdenläuferin
- 1913: Aimé Césaire, afrokaribisch-französischer Dichter, Schriftsteller und Politiker, Abgeordneter der Französischen Nationalversammlung
- 1913: Maurice V. Wilkes, britischer Informatiker
- 1914: Antoine Argoud, französischer Offizier
- 1914: Schapur Bachtiar, iranischer Politiker, Premierminister
- 1914: Wolfgang Windgassen, deutscher Opernsänger (Tenor)
- 1915: Walter Farley, US-amerikanischer Schriftsteller
- 1916: Karlrobert Kreiten, deutscher Pianist
- 1917: Karin von Arronet, Kunstmalerin, Grafikerin und Kunsterzieherin
- 1919: Hans Lamprecht, schweizerisch-deutscher Forstwissenschaftler
- 1920: Stanislav Ledinek, slowenischer Schauspieler und Synchronsprecher
- 1921: Antje Ruge, deutsche Schauspielerin

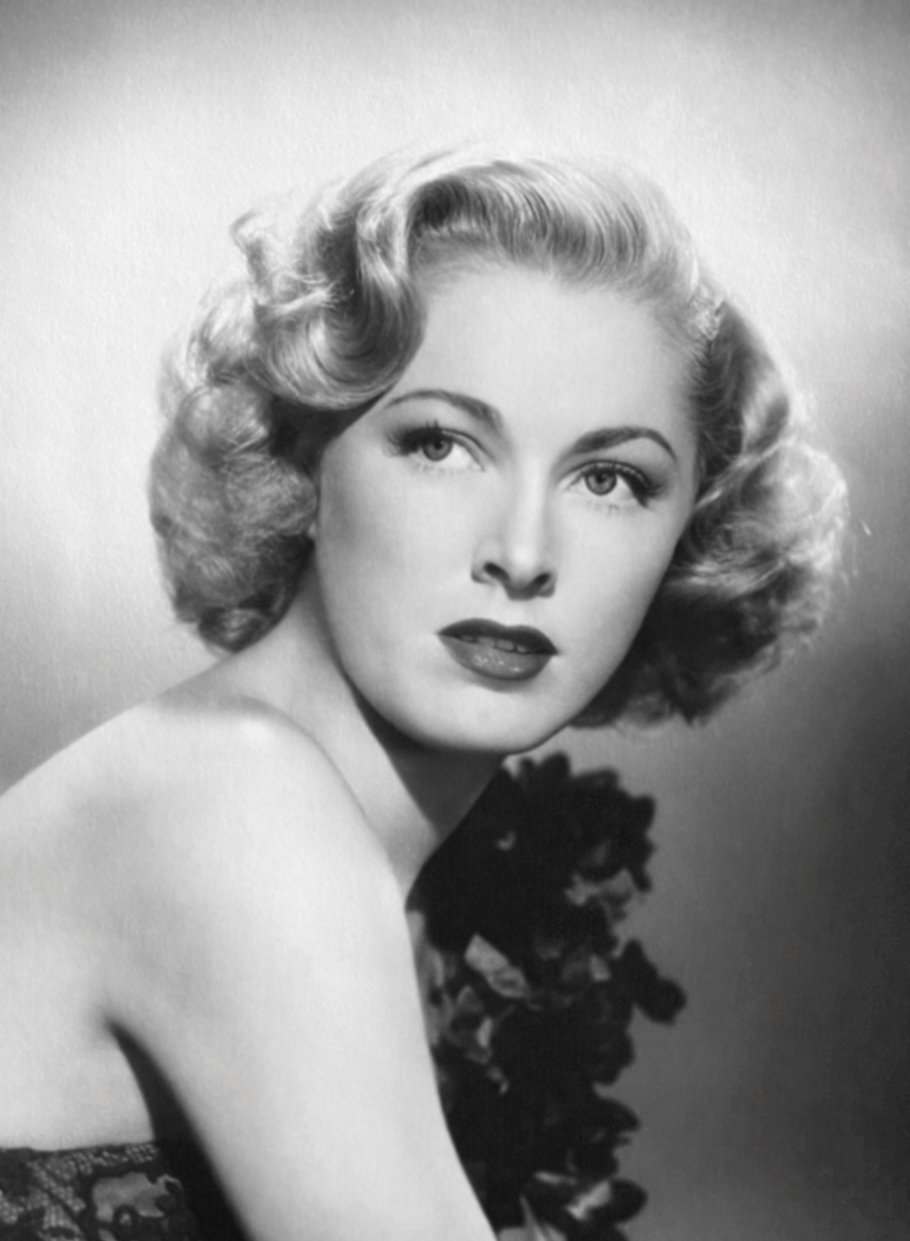
Eleanor Parker (* 1922)

- 1922: Eleanor Parker, US-amerikanische Schauspielerin
- 1923: Hans-Joachim Preil, deutscher Theaterautor, Regisseur und Komiker
- 1925: Pawel Iwanowitsch Beljajew, sowjetischer Kosmonaut
- 1925: Ursula Hensel-Krüger, deutsche Bildhauerin
- 1925: Jürgen Joedicke, deutscher Architekt, Architekturtheoretiker und Hochschullehrer
- 1925: Virgilio Maroso, italienischer Fußballspieler
- 1925: Wolfgang Unzicker, deutscher Schachspieler, Großmeister

#### 1926–1950
- 1926: Oswald Andrae, deutscher Schriftsteller
- 1926: Jérôme Lejeune, französischer Pädiater und Genetiker, Entdecker des Katzenschrei-Syndroms
- 1926: Hamilton Naki, südafrikanischer Chirurg, Mitarbeiter Christiaan Barnards und Opfer der Apartheidspolitik
- 1927: Vitalius Vladas Andriušaitis, litauischer Sportpädagoge, Schachtrainer und Schiedsrichter
- 1927: Claude Moisy, französischer Journalist und Autor

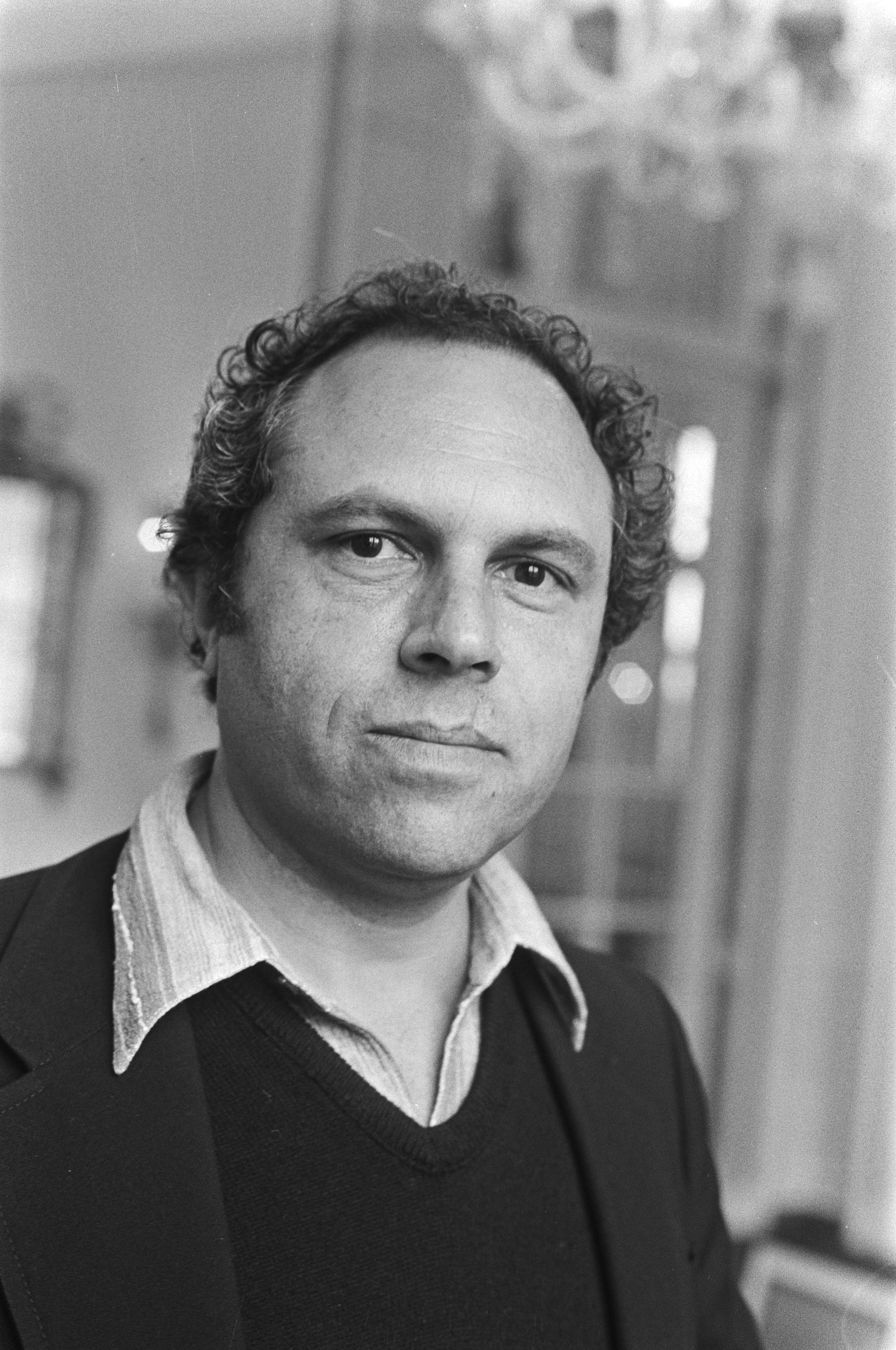
Jacob Druckman (* 1928)

- 1928: Jacob Druckman, US-amerikanischer Komponist und Musikpädagoge
- 1928: Cornelis van der Elst, niederländischer Eisschnellläufer
- 1929: Milton Glaser, US-amerikanischer Grafikdesigner, Illustrator und Lehrer
- 1929ː Věra Kohnová, tschechisch-jüdische Tagebuch-Autorin und Holocaust-Opfer
- 1929: Rodney Nuckey, britischer Automobilrennfahrer
- 1930: Friedrich Magirius, deutscher Theologe und Kommunalpolitiker, Stadtpräsident von Leipzig
- 1930: Ben Speer, US-amerikanischer Gospel-Sänger
- 1930: Sławomir Mrożek, polnischer Schriftsteller und Dramatiker
- 1931: Valentin Oehen, Schweizer Politiker
- 1931: Edmond Roudnitska, französischer Leichtathlet
- 1931: Colin Wilson, englischer Schriftsteller
- 1933: Claudio Abbado, italienischer Dirigent
- 1933: Renato Pirocchi, italienischer Automobilrennfahrer
- 1934: Dave Grusin, US-amerikanischer Filmkomponist und Jazzmusiker
- 1934: Anatoli Wassiljewitsch Iwanow, russischer Schlagzeuger, Komponist und Dirigent
- 1934: Hans-Jürgen Mellentin, deutscher Politiker, MdL

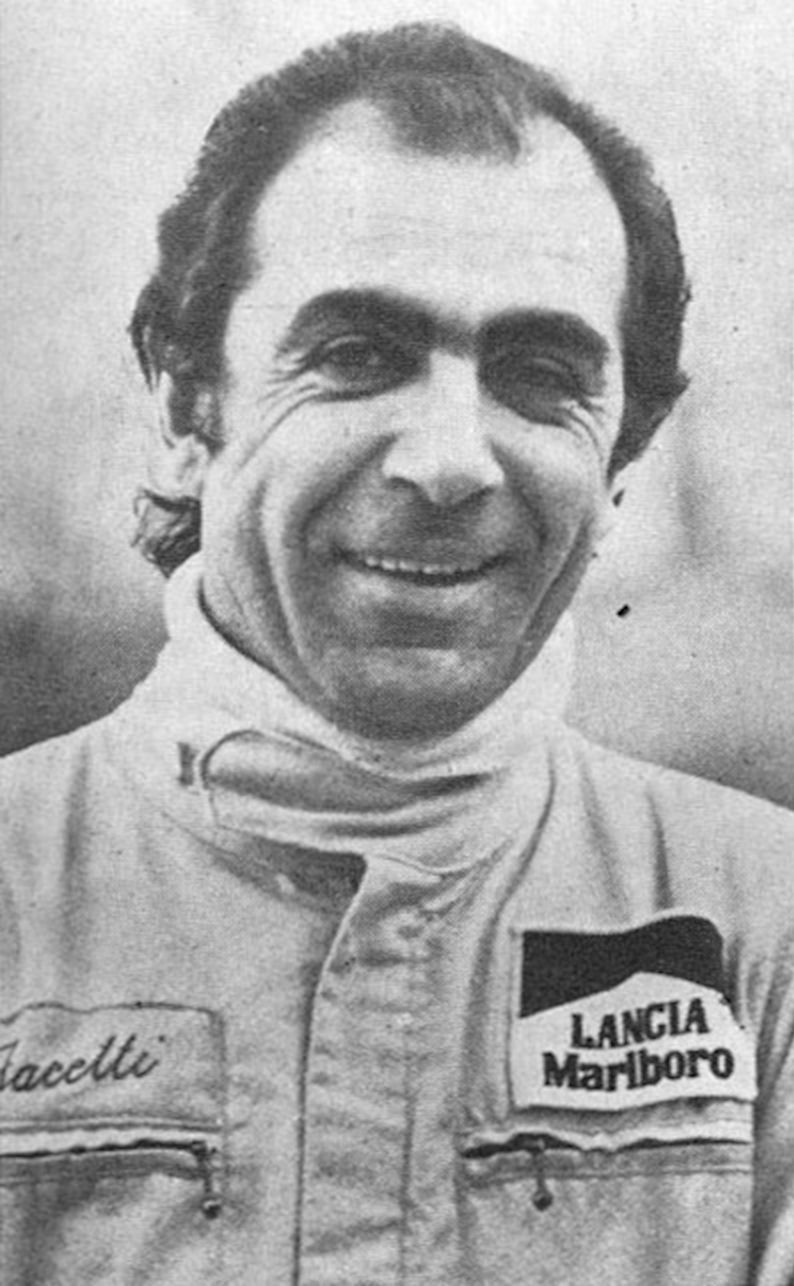
Carlo Facetti (* 1935)

- 1935: Carlo Facetti, italienischer Automobilrennfahrer
- 1935: Wilhelm Schraml, deutscher Geistlicher, Bischof von Passau
- 1935: Ludovic Zanoni, rumänischer Radrennfahrer
- 1936: Hal Greer, US-amerikanischer Basketballspieler
- 1936: Reinhard Stollreiter, deutscher Chorleiter und Hochschullehrer
- 1936: Jean-Claude Turcotte, kanadischer Geistlicher, Erzbischof von Montréal, Kardinal
- 1937: Erwin Kremer, deutscher Automobilrennfahrer und Rennstallbesitzer
- 1937: Fred Markus, kanadischer Radrennfahrer
- 1937: Robert Coleman Richardson, US-amerikanischer Physiker, Nobelpreisträger
- 1938: Neil Abercrombie, US-amerikanischer Politiker, Mitglied des Repräsentantenhauses, Gouverneur von Hawaii
- 1938: Eric G. Adelberger, US-amerikanischer experimenteller Kern- und Gravitationsphysiker
- 1938: Bernd Mühleisen, deutscher Handballspieler
- 1939: Götz von Tschirnhaus, deutscher Automobilrennfahrer
- 1940: Lucinda Childs, US-amerikanische Tänzerin und Choreographin
- 1940: Ambrose Jackson, US-amerikanischer Jazztrompeter und Komponist
- 1940: Gerhard Widder, deutscher Kommunalpolitiker, Oberbürgermeister von Mannheim
- 1941: Wayne Dockery, US-amerikanischer Jazzbassist
- 1942: Gilberto Gil, brasilianischer Musiker und Politiker, erster schwarzer Kulturminister
- 1942: Otto Piller, Schweizer Politiker
- 1943: Georgie Fame, britischer Sänger
- 1943: Allen Strange, US-amerikanischer Komponist, Musikwissenschaftler und Musiker
- 1944: Volkhard Buchter, deutscher Ruderer
- 1944: Arthur Doyle, US-amerikanischer Jazzmusiker
- 1944: Wolfgang Weber, deutscher Fußballspieler
- 1945: Ondřej Neff, tschechischer Schriftsteller, Journalist und Herausgeber von Internetzeitungen
- 1945: Claus Ryskjær, dänischer Schauspieler
- 1946: Wolfgang Mössinger, deutscher Brigadegeneral

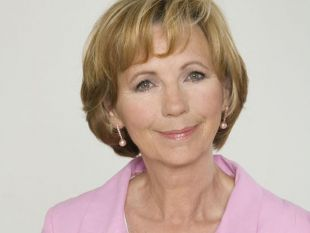
Maria von Welser (* 1946)

- 1946: Maria von Welser, deutsche Moderatorin und Journalistin
- 1947: Lene Brøndum, dänische Schauspielerin
- 1947: Peter Sloterdijk, deutscher Philosoph
- 1947: Rainer Stinner, deutscher Politiker, MdB
- 1947: Werner Voigt, deutscher Fußballspieler und -trainer
- 1948: Sergei Wladimirowitsch Bodrow, russischer Filmregisseur, Drehbuchautor und Produzent
- 1949: Gyula Babos, ungarischer Jazzgitarrist
- 1949: Philip Douglas Broadhurst, neuseeländischer Jazzmusiker und Radiomoderator
- 1949: Margot Glockshuber, deutsche Eiskunstläuferin, Olympiamedaillengewinnerin
- 1950: Klaus Schlagheck, deutscher Handballspieler

#### 1951–1975

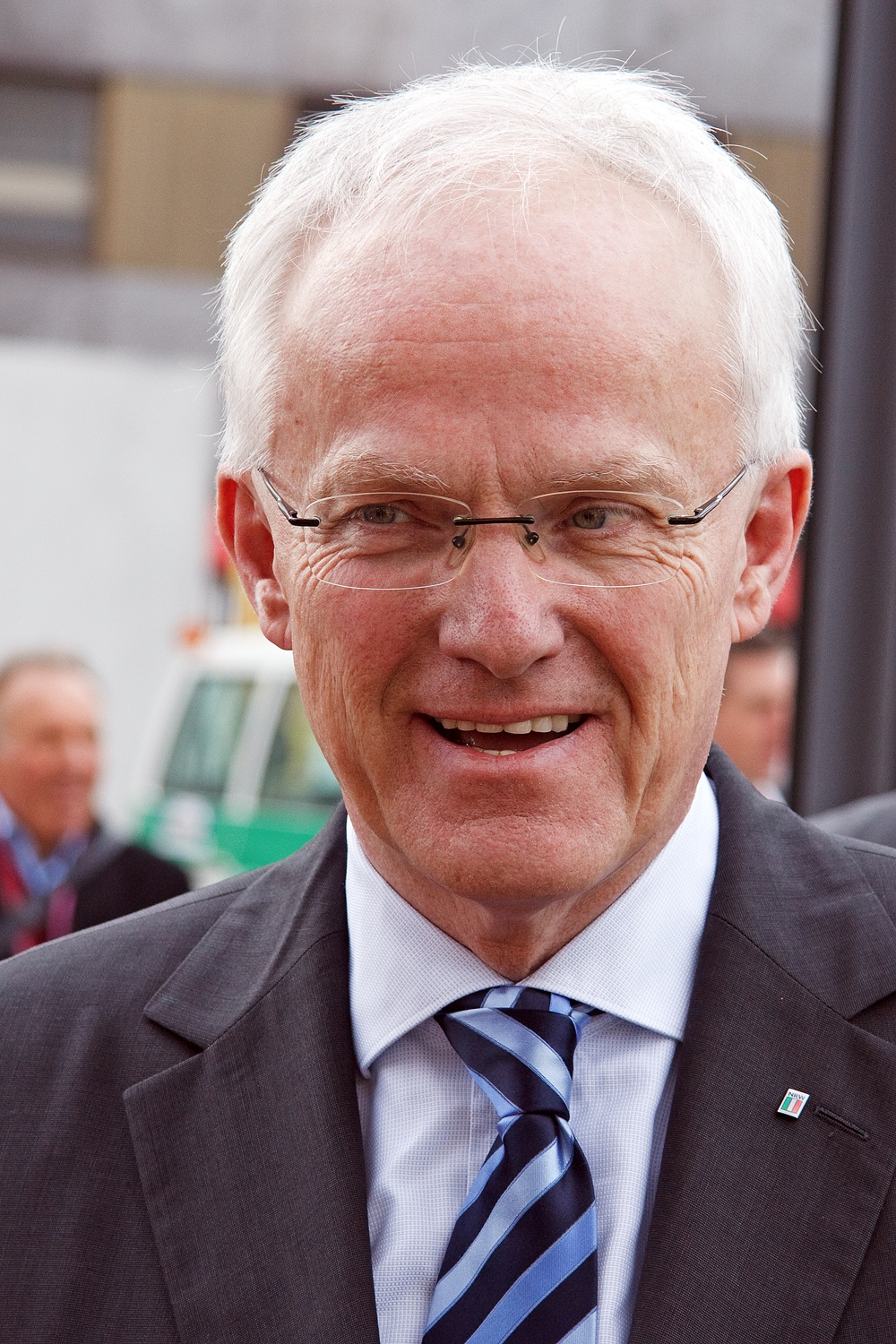
Jürgen Rüttgers (* 1951)

- 1951: Jürgen Rüttgers, deutscher Politiker, MdB, Bundesminister, Ministerpräsident von Nordrhein-Westfalen
- 1952: Hansi Kraus, deutscher Schauspieler
- 1953: Magnus F. Andersson, schwedischer Komponist und Posaunist
- 1953: Robert Davi, US-amerikanischer Schauspieler und Opernsänger
- 1954: Luis Arconada, spanischer Fußballspieler
- 1954: Steve Barton, US-amerikanischer Schauspieler
- 1954: Miroslav Nemec, kroatisch-deutscher Schauspieler
- 1955: Michael Lederer, deutscher Leichtathlet
- 1955: Fabrizia Pons, italienische Rallye-Fahrerin und -Copilotin
- 1955: Philippe Streiff, französischer Automobilrennfahrer
- 1956: Amma Darko, ghanaische Schriftstellerin
- 1956: Chris Isaak, US-amerikanischer Sänger und Schauspieler
- 1957: Philippe Mabboux, französischer Komponist

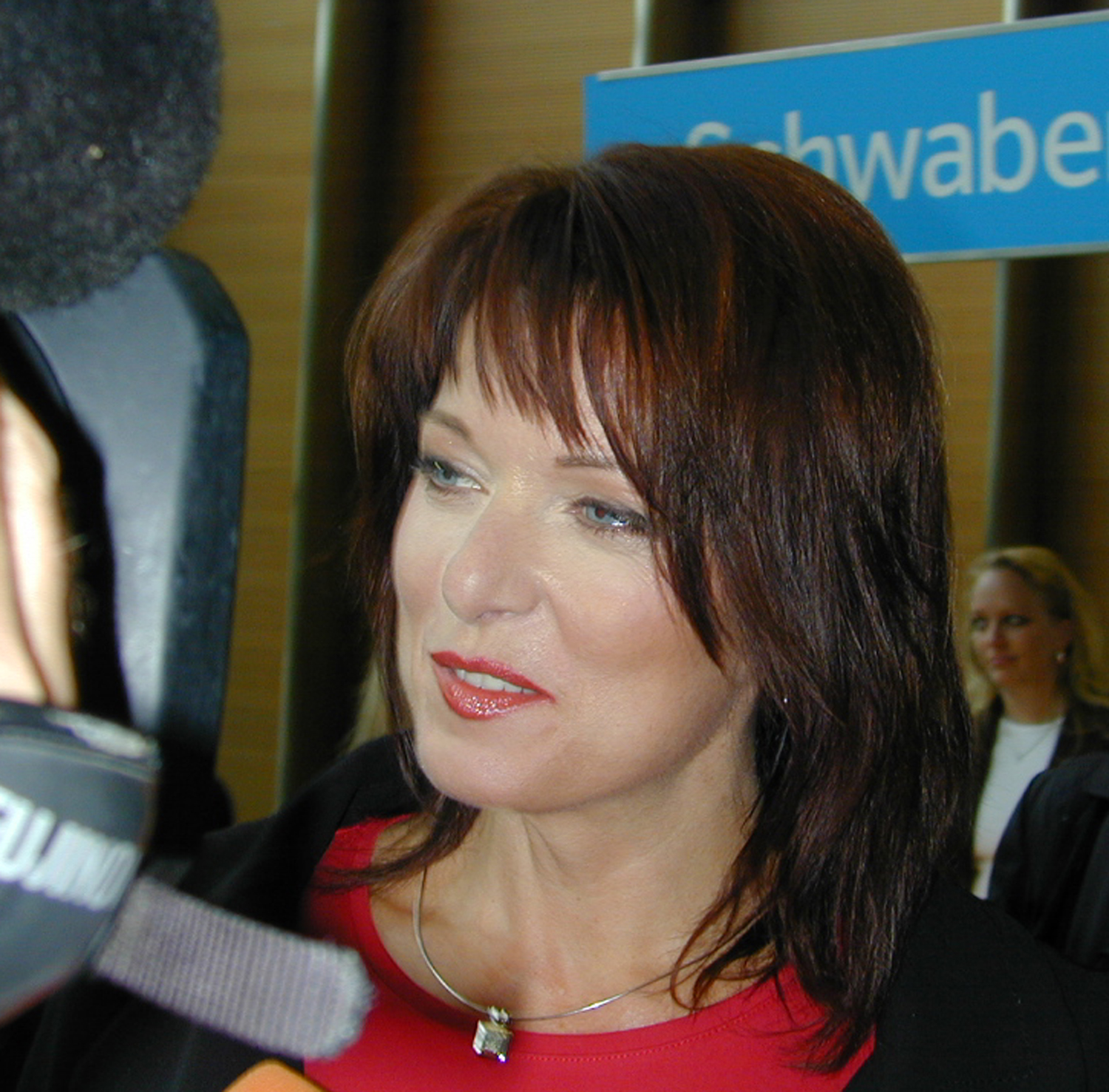
Gabriele Pauli (* 1957)

- 1957: Gabriele Pauli, deutsche Politikerin, MdL
- 1957: Pietro Paolo Virdis, italienischer Fußballspieler und -trainer
- 1957ː Patty Smyth, US-amerikanische Sängerin
- 1959: Wenche Elizabeth Arntzen, norwegische Richterin
- 1959: Leander Haußmann, deutscher Film- und Theaterregisseur
- 1959: Josef Mahlmeister, deutscher Autor
- 1960: Rigmor Aasrud, norwegische Politikerin
- 1960: Rosie Gaines, US-amerikanische Sängerin
- 1960: Peter Pysall, deutscher Handballspieler und -trainer
- 1961: Peter von Haller, deutscher Kameramann
- 1961: Greg LeMond, US-amerikanischer Radrennfahrer
- 1963: Michail Borissowitsch Chodorkowski, russischer Unternehmer
- 1963: Carolin Fortenbacher, deutsche Schauspielerin und Sängerin
- 1963: Jörg Schmidt, deutscher Kommunalpolitiker
- 1964: Harry Ahamer, österreichischer Musiker und Komponist
- 1964: Wolfgang Besenböck, österreichischer und deutscher Volleyballspieler
- 1964: Oliver Blume, deutscher Liedermacher und Zahnarzt
- 1964: Fabrizio Bracconeri, italienischer Schauspieler und Fernsehmoderator
- 1964: Emilio Cuppini, italienischer Motorradrennfahrer
- 1964: Zeng Jinlian, Chinesin, wohl körperlich die größte Frau der jüngeren Geschichte
- 1964: Conor Kostick, irischer Historiker und Autor
- 1964: Tommi Mäkinen, finnischer Rallyefahrer
- 1964: Jan Michel, deutscher Fußballspieler
- 1964: Igor Wenediktowitsch Plotnizki, ukrainischer Rebellenführer
- 1964: Christopher Roth, deutscher Filmregisseur, Künstler und Fernsehproduzent
- 1964: Ian Tracey, kanadischer Schauspieler
- 1964: Sérgio Vaz, brasilianischer Dichter und Kulturvermittler
- 1965: Emanuele Arciuli, italienischer Pianist

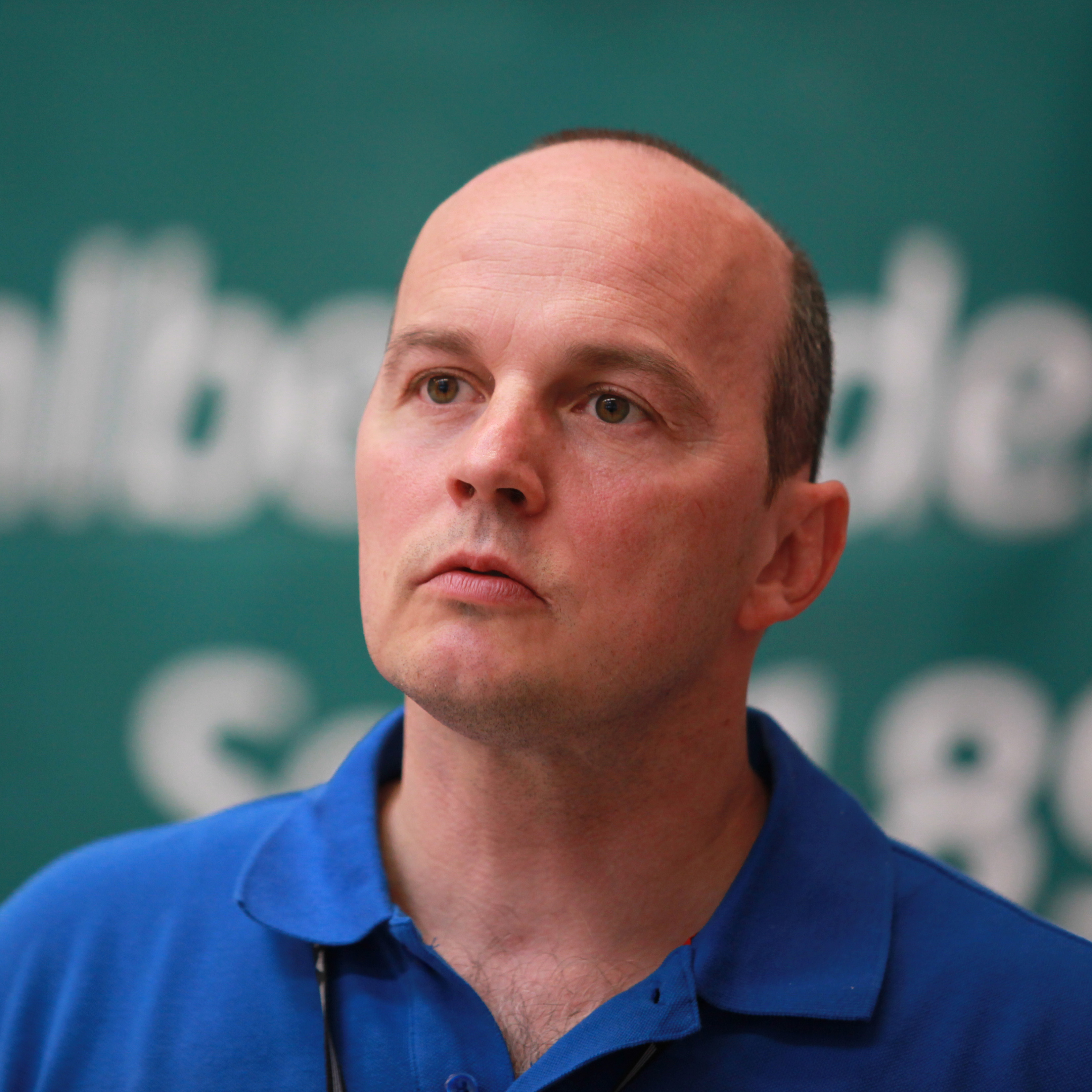
Ulrich Derad (* 1965)

- 1965: Ulrich Derad, deutscher Handballspieler
- 1965: Karin Prien, deutsche Politikerin
- 1966: Kenny Achampong, englischer Fußballspieler
- 1966: Annette M. Böckler, jüdische Bibelwissenschaftlerin
- 1966: Jirko Malchárek, slowakischer Automobilrennfahrer und Politiker
- 1967: Monty Arnold, deutscher Schauspieler, Komiker und Synchronsprecher
- 1968: Armand de Las Cuevas, französischer Radrennfahrer
- 1968: Guðni Th. Jóhannesson, isländischer Historiker
- 1968: Paolo Maldini, italienischer Fußballspieler

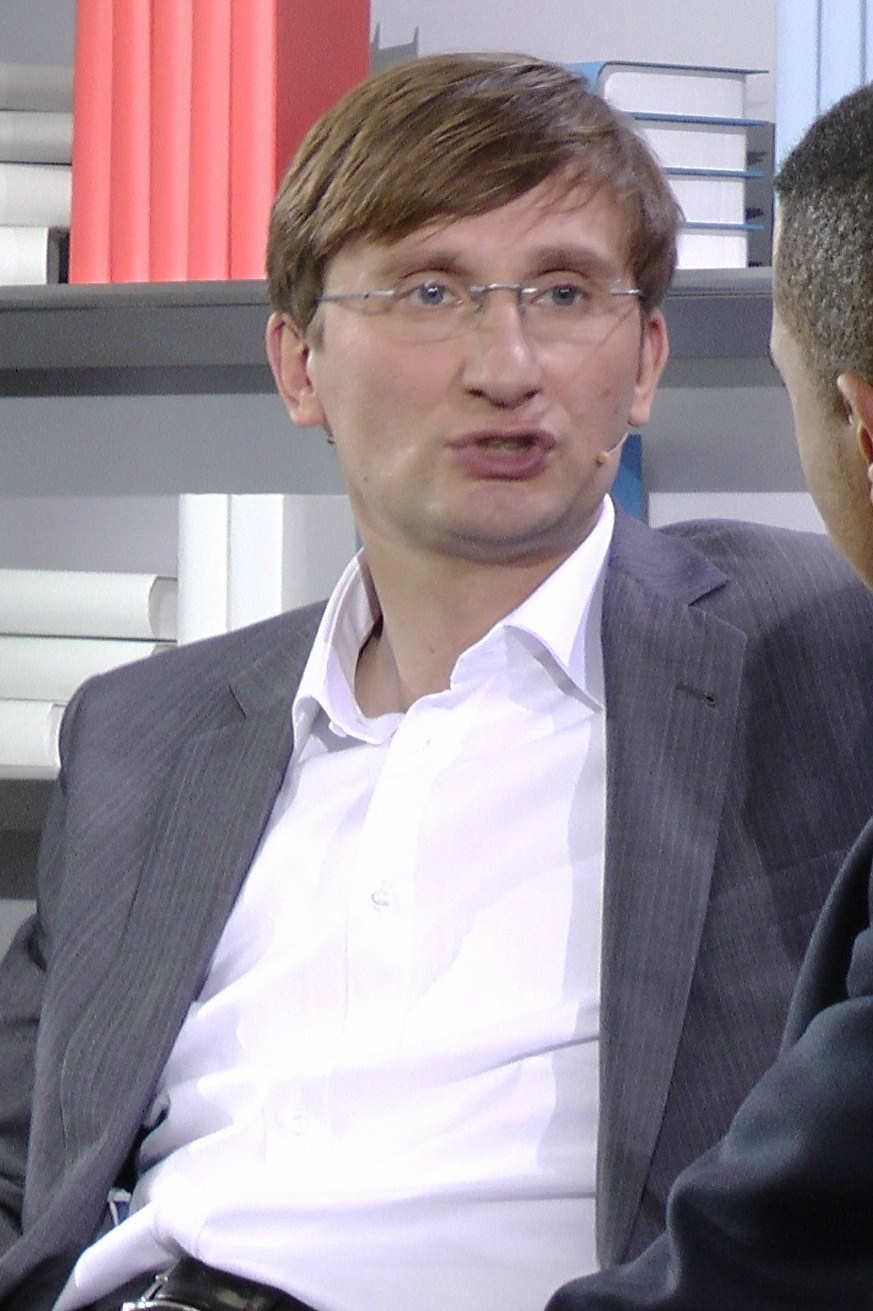
Sönke Neitzel (* 1968)

- 1968: Sönke Neitzel, deutscher Historiker
- 1969: Elisabeth Büchle, deutsche Autorin
- 1970: Hülya Duyar, deutsche Schauspielerin
- 1970: Chris O’Donnell, US-amerikanischer Schauspieler
- 1970: Nick Offerman, US-amerikanischer Schauspieler
- 1971: Max Biaggi, italienischer Motorradrennfahrer
- 1972: Eva Herzig, österreichische Schauspielerin
- 1972: Alexander Marcus, deutscher Musiker
- 1973: Andrea Mertens, deutsche Filmeditorin

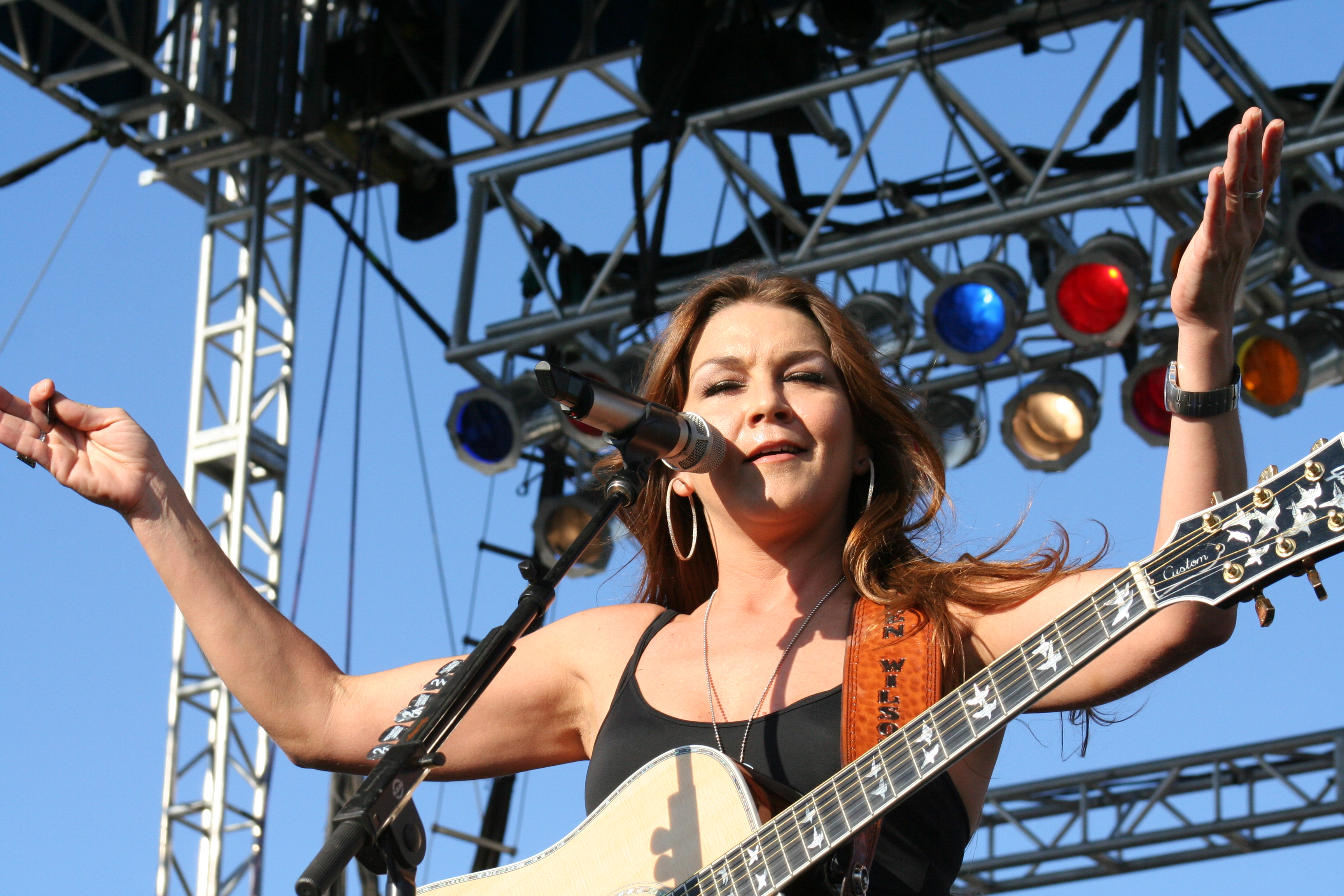
Gretchen Wilson (* 1973)

- 1973: Gretchen Wilson, US-amerikanische Countrysängerin und Songwriterin
- 1974: Derek Jeter, US-amerikanischer Baseballspieler
- 1974: Dieter Kalt, österreichischer Eishockeyspieler
- 1974: Stephan Zinner, deutscher Schauspieler, Musiker und Kabarettist
- 1975: Jean-Paul Abalo, togoischer Fußballspieler
- 1975: Chris Armstrong, kanadischer Eishockeyspieler
- 1975: Alexander Lysjakow, deutscher Musikproduzent

#### 1976–2000
- 1976: Maikel Aerts, niederländischer Fußballspieler
- 1976: Cédric Jimenez, französischer Filmregisseur, Drehbuchautor und Filmproduzent
- 1977: Azər Hacıyev, aserbaidschanischer Billardspieler
- 1977: Florian Kehrmann, deutscher Handballspieler
- 1977: Nadine Krüger, deutsche Fernsehmoderatorin und Schauspielerin
- 1978: Alex Arthur, britischer Boxer und Normalausleger
- 1978: Tory Mussett, australische Schauspielerin
- 1979: Verónica Castro, spanische Turnerin
- 1979: Ryō Fukuda, japanischer Automobilrennfahrer
- 1979ː Maria Groß, deutsche Köchin

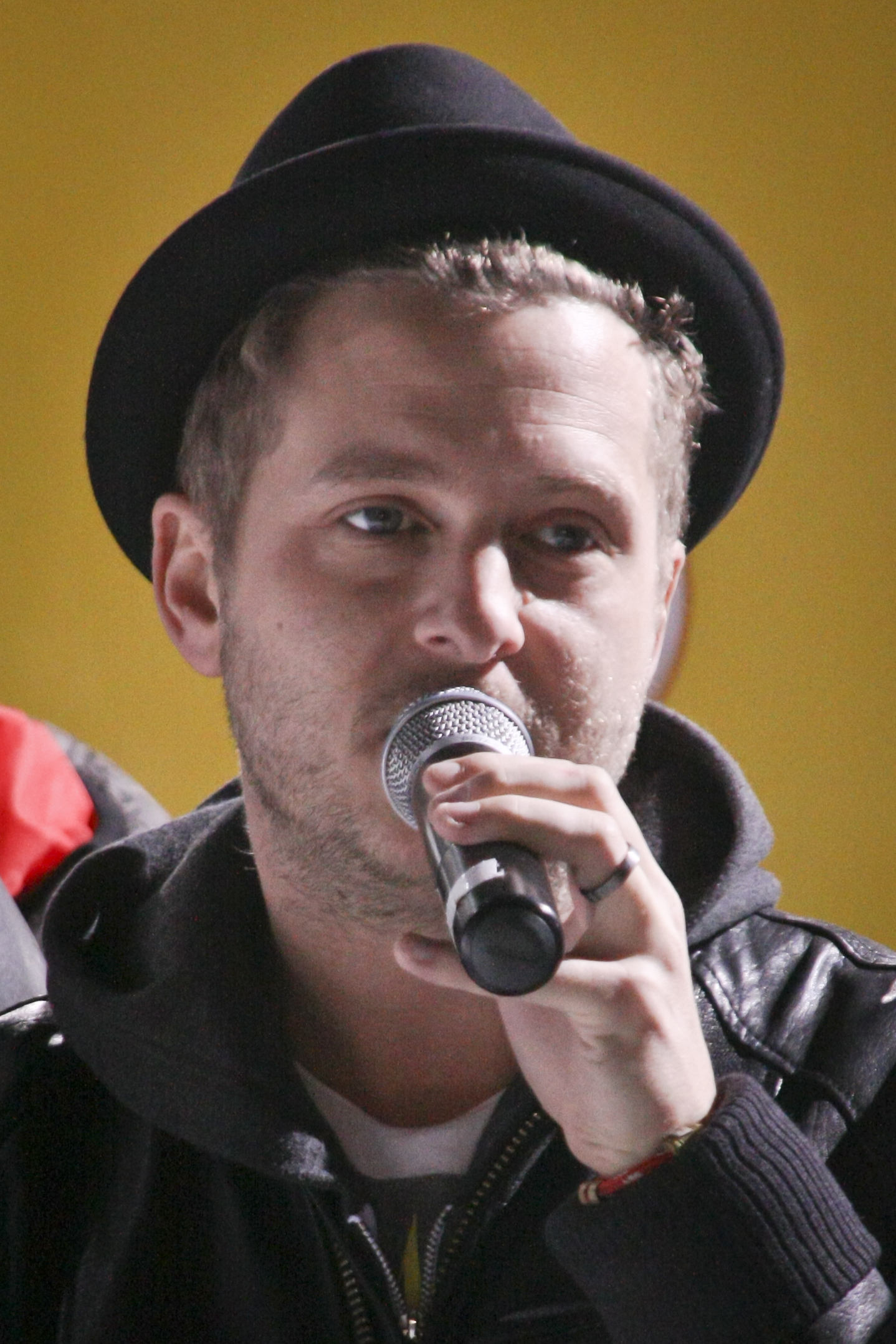
Ryan Tedder (* 1979)

- 1979: Ryan Tedder, US-amerikanischer Musiker, Liederkomponist und Musikproduzent
- 1980: Dustin Dollin, australischer Skateboarder
- 1980: Michael Vick, US-amerikanischer American-Football-Spieler
- 1981: Natalja Nikolajewna Antjuch, russische Leichtathletin
- 1981: Paolo Cannavaro, italienischer Fußballspieler
- 1981: Gábor Gyepes, ungarischer Fußballspieler
- 1982: Ursula Holl, deutsche Fußballspielerin
- 1982: Ryō Orime, japanischer Automobilrennfahrer
- 1982: Štefan Svitko, slowakischer Motorradrennfahrer
- 1983: Felipe Melo, brasilianischer Fußballspieler
- 1983: Antonio Rosati, italienischer Fußballspieler
- 1984: J. J. Barea, puerto-ricanischer Basketballspieler
- 1984: Raymond Felton, US-amerikanischer Basketballspieler
- 1984: Luis Hernández, venezolanischer Baseballspieler

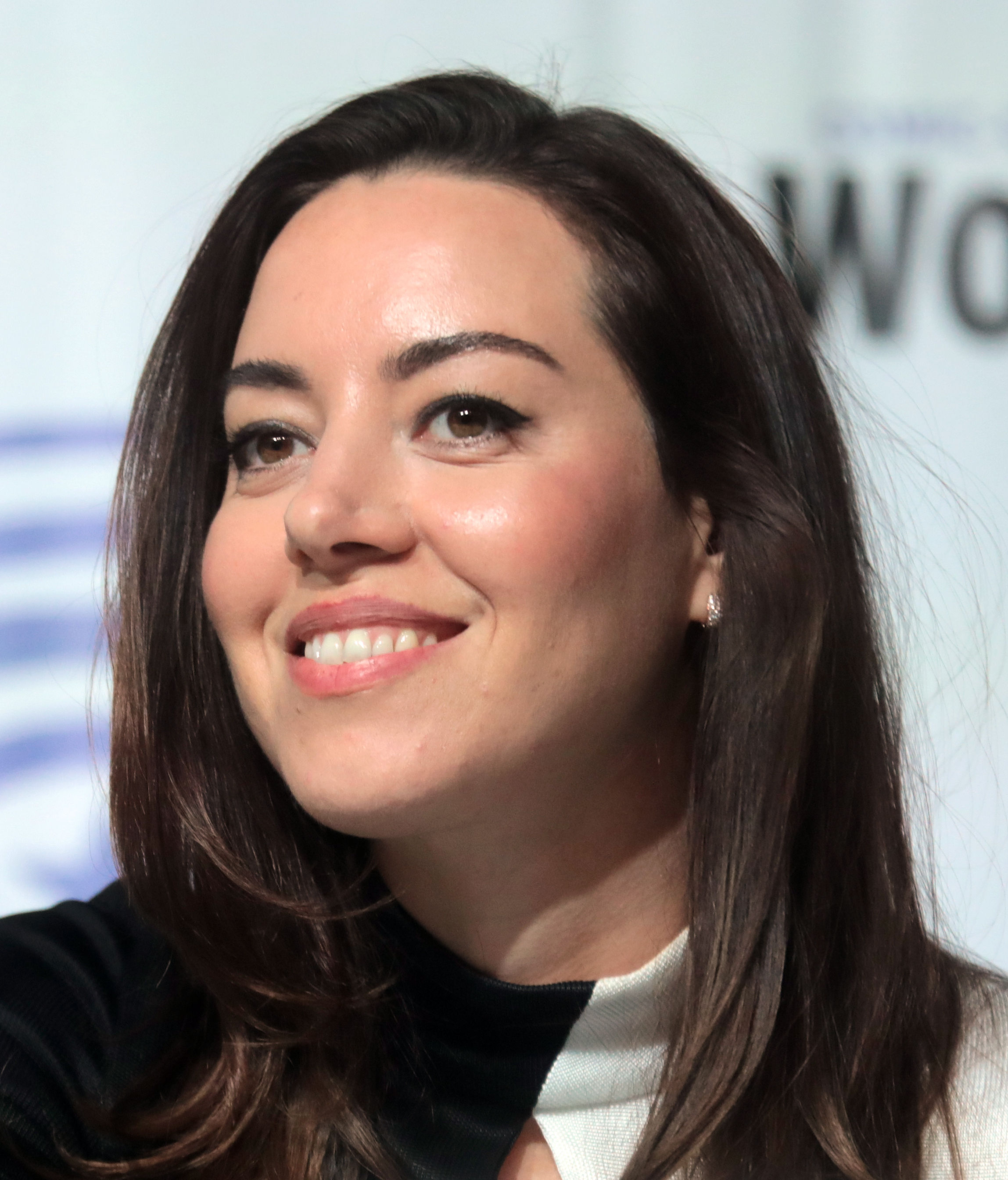
Aubrey Plaza (* 1984)

- 1984: Aubrey Plaza, US-amerikanische Komikerin und Schauspielerin
- 1984: Aljoscha Schmidt, deutscher Handballspieler
- 1984: Deron Williams, US-amerikanischer Basketballspieler
- 1985: Katrin Heß, deutsche Schauspielerin, Fotomodell und Synchronsprecherin
- 1985: Jonathan Kennard, britischer Automobilrennfahrer
- 1985: Johannes X. Schachtner, deutscher Dirigent und Komponist
- 1986: Marko Bezjak, slowenischer Handballspieler
- 1986: Cristian Llama, argentinischer Fußballspieler

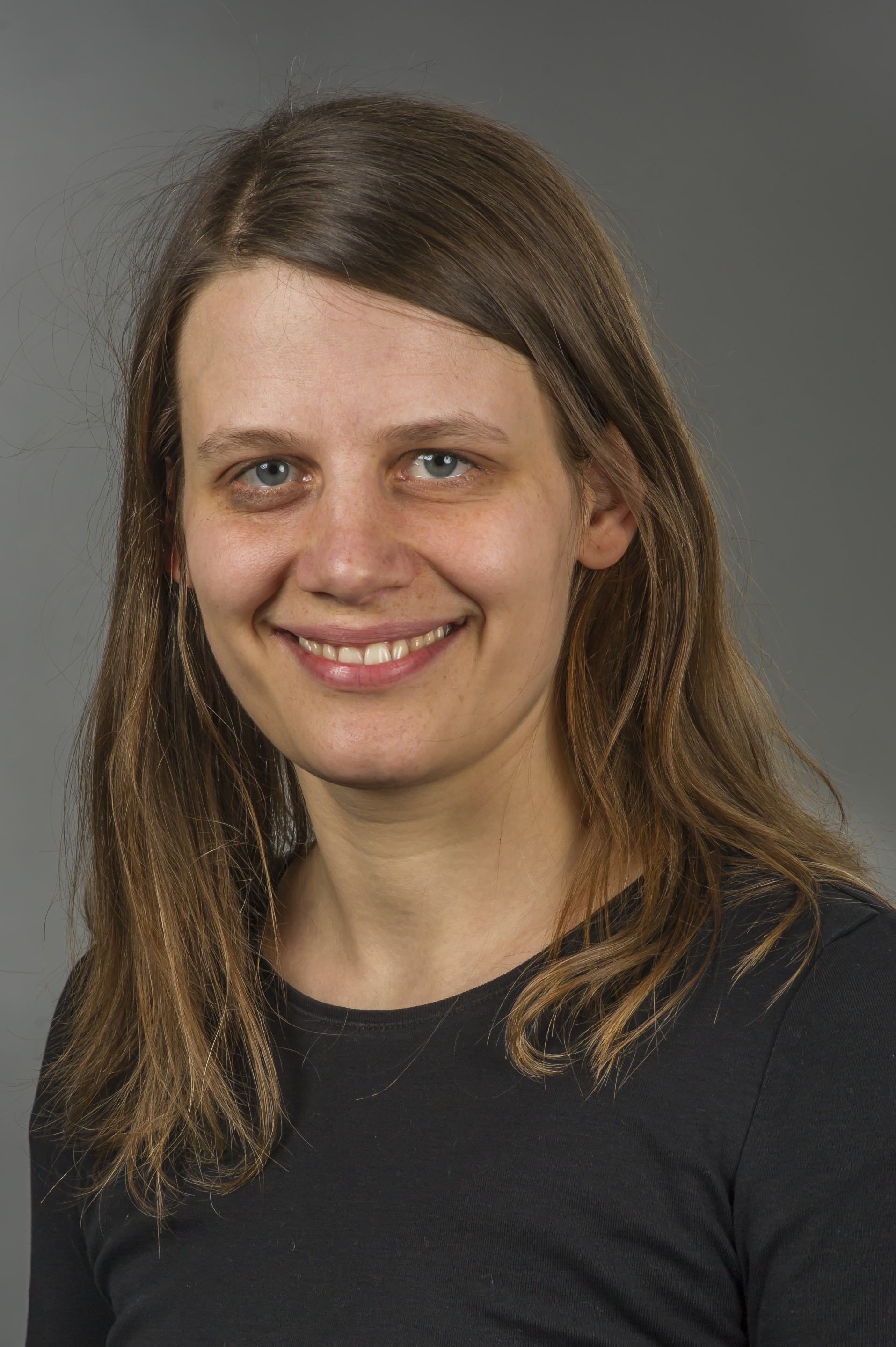
Julia Willie Hamburg (* 1986)

- 1986: Julia Willie Hamburg, deutsche Politikerin (Bündnis 90/Die Grünen), Ministerin in Niedersachsen
- 1987: Alexandru Bulucz, deutscher Schriftsteller
- 1987: Mike Macdonald, US-amerikanischer American-Football-Trainer
- 1987: Samir Nasri, französischer Fußballspieler
- 1987ː Valerie Pachner, österreichische Schauspielerin
- 1988ː Remy LaCroix, US-amerikanische Pornodarstellerin
- 1989: Elia Soriano, italienischer Fußballspieler
- 1990: Iman Shumpert, US-amerikanischer Basketballspieler
- 1991: Philipp Blaurock, deutscher Nordischer Kombinierer
- 1992: Joel Campbell, costa-ricanischer Fußballspieler
- 1992: Rudy Gobert, französischer Basketballspieler

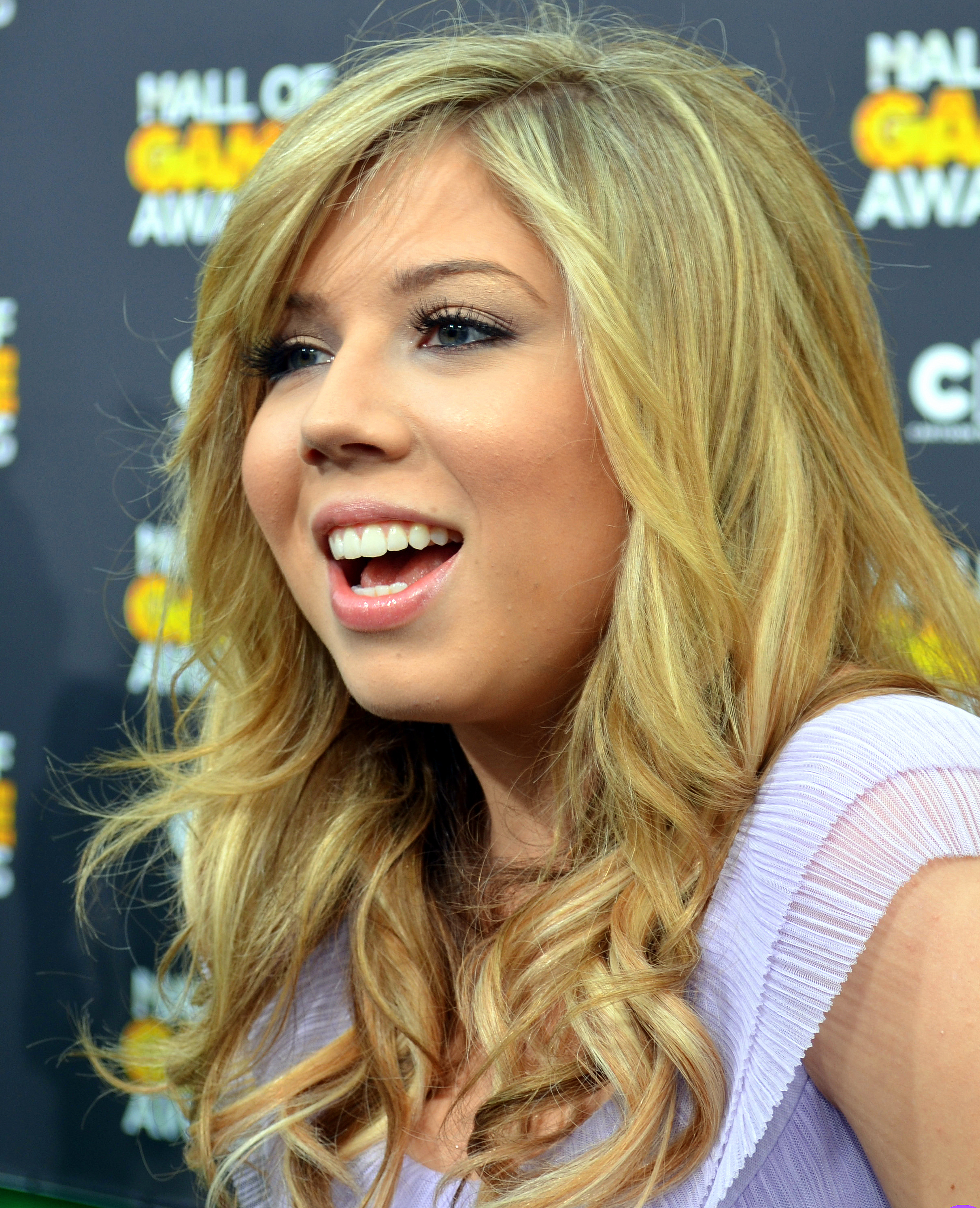
Jennette McCurdy (* 1992)

- 1992: Jennette McCurdy, US-amerikanische Schauspielerin und Sängerin
- 1992: Henriette Nagel, deutsche Schauspielerin
- 1993: Ariana Grande, US-amerikanisches Model, Schauspielerin und Sängerin
- 1994: Leonard Carow, deutscher Schauspieler
- 1994ː Amelie Klever, deutsches Model
- 1994: Viktoria Wolffhardt, österreichische Kanutin
- 1995: Paul Kohlhoff, deutscher Regattasegler
- 1997: Andreas Manfred Gebhard, deutsch-österreichischer Segler
- 1997: Tatsuya Itō, japanischer Fußballspieler
- 1998: Anita Gulli, italienische Skirennläuferin
- 1999ː Harley Quinn Smith, US-amerikanische Schauspielerin
- 2000: Alessia Crippa, italienische Skeletonfahrerin
- 2000: Verena Wieder, deutsche Fußballspielerin
- 2001: Benny Wizani, österreichischer Trampolinturner

### 21. Jahrhundert
- 2000: Wessel Nijman, niederländischer Dartspieler
- 2001: Iwan Litwinowitsch, belarussischer Trampolinturner
- 2003: Dane Murray, schottischer Fußballspieler
- 2008: Darja Andrejewna Sadkowa, russische Eiskunstläuferin

## Gestorben

### Vor dem 19. Jahrhundert
- 0116 v. Chr.: Ptolemaios VIII., ägyptischer Pharao
- 0363: Julian, römischer Kaiser
- 0822: Saichō, japanischer buddhistischer Mönch
- 0891: Sunderold, Erzbischof von Mainz
- 1045: Gonzalo, König von Sobrarbe und Ribagorza
- 1084: Hermann I., Bischof von Bamberg
- 1090: Jaromír-Gebehard, Bischof von Prag
- 1178: Antelmo di Chignin, römisch-katholischer Geistlicher, Prior des Kartäuserordens, Bischof von Belley
- 1242: Thomas de Beaumont, 6. Earl of Warwick, englischer Magnat
- 1288: Siegfried IV. von Algertshausen, Bischof von Augsburg
- 1291: Eleonore von der Provence, Königin von England
- 1331: Robert de Cassel, flämischer Adeliger
- 1381: Geoffrey Lister, englischer Rebell
- 1402: Giovanni I. Bentivoglio, italienischer Adeliger, Herr von Bologna
- 1439: Archibald Douglas, 5. Earl of Douglas, schottischer Adeliger
- 1451: Reinhard II. von Hanau, Graf von Hanau
- 1452: Georgios Gemistos Plethon, griechischer Philosoph
- 1480: William Bourchier, Viscount Bourchier, englischer Adeliger
- 1487: Johannes Argyropulos, byzantinischer Humanist
- 1494: Ctibor Tobischau von Cimburg, Landeshauptmann von Mähren und Oberstkanzler von Böhmen

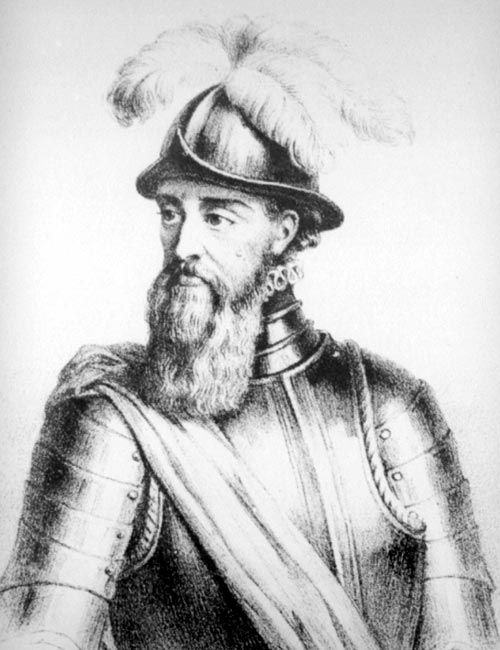
Francisco Pizarro († 1541)

- 1541: Francisco Pizarro, spanischer Konquistador
- 1568: Thomas Young, englischer Geistlicher, Bischof von St Davids, Erzbischof von York
- 1569: Viktorin Strigel, deutscher lutherischer Theologe
- 1574: Gabriel de Lorges, französischer Adliger und Hugenotte
- 1592: Armand de Gontaut, Seigneur de Biron, französischer Staatsmann und Feldmarschall, Bürgermeister von Bordeaux
- 1595: Hermann Hamelmann, deutscher lutherischer Theologe und Historiker
- 1609: Johann Philipp von Gebsattel, Fürstbischof von Bamberg
- 1612: Roger Manners, 5. Earl of Rutland, englischer Adliger und Patron der Künste
- 1620: Carlo Saraceni, italienischer Maler
- 1621: Christence Kruckow, dänische Adlige, Opfer der Hexenverfolgung
- 1632: Alexandru Coconul, Woiwode der Walachei

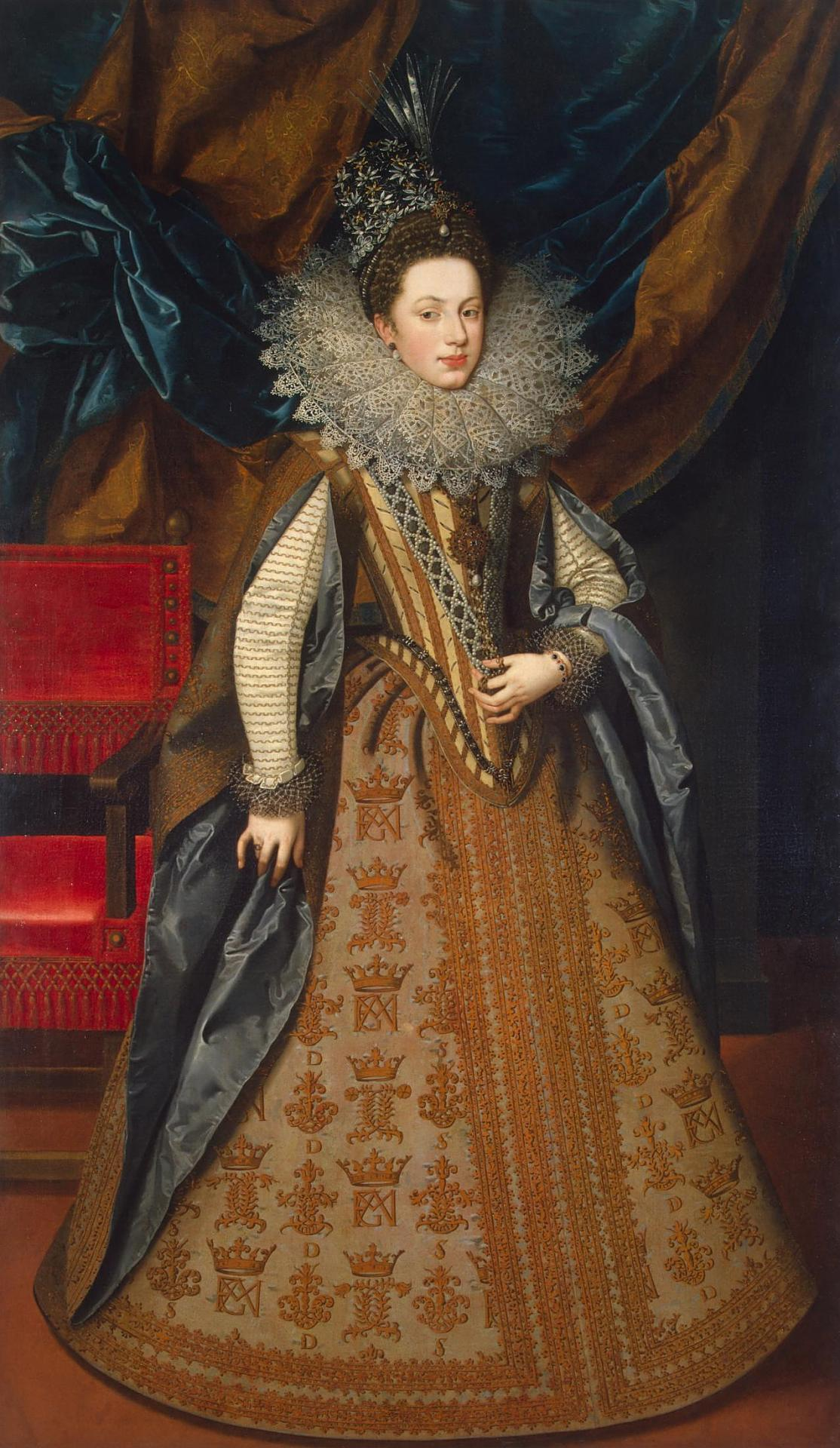
Margarete von Savoyen († 1655)

- 1655: Margarete von Savoyen, Herzogin von Mantua und Montferrat, spanische Vizekönigin von Portugal
- 1659: García Sarmiento de Sotomayor, spanischer Offizier und Kolonialverwalter, Vizekönig von Neuspanien und Peru
- 1662: Lawrence Rooke, englischer Astronom und Mathematiker
- 1667: Johann Zeisold, deutscher Physiker
- 1669: Hieronymus Müller von Berneck, deutscher Unternehmer
- 1683: Hedwig Sophie von Brandenburg, Landgräfin von Hessen-Kassel
- 1683: Ferdinand von Fürstenberg, Fürstbischof von Münster und Paderborn
- 1701: Giulia Masotti, italienische Opernsängerin („La Dori“)
- 1719: Friedrich Wilhelm I., Herzog von Schleswig-Holstein-Sonderburg-Beck
- 1726: Lüder Mencke, Rektor der Universität Leipzig
- 1732: Anton Detlev Jenner, Braunschweiger Bildhauer und Bildschnitzer
- 1752: Giulio Alberoni, italienischer Kardinal und Staatsminister von Spanien
- 1755: Iyasu II., Kaiser von Äthiopien
- 1757: Maximilian Ulysses Browne, österreichischer Feldmarschall irischer Abstammung

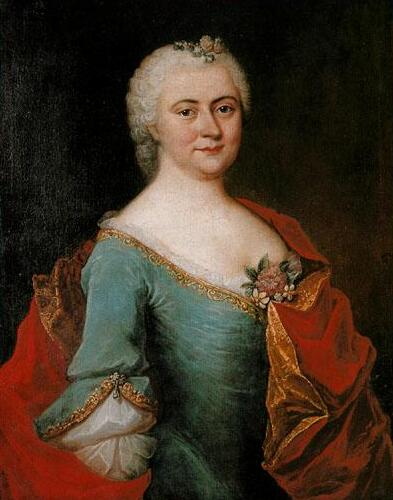
Luise Adelgunde Victorie Gottsched († 1762)

- 1762: Luise Adelgunde Victorie Gottsched, deutsche Schriftstellerin
- 1778: Therese von Braunschweig-Wolfenbüttel, Äbtissin des kaiserlich freien weltlichen Reichsstifts von Gandersheim
- 1784: Caesar Rodney, Rechtsanwalt und Politiker, Mitglied des Kontinentalkongresses, Unterzeichner der Unabhängigkeitserklärung der USA, Gouverneur von Delaware
- 1793: Karl Philipp Moritz, deutscher Philosoph und Künstler

### 19. Jahrhundert
- 1802: Friedrich Christian Lorenz Schweigger, deutscher Theologe
- 1810: Louis d’Affry, Schweizer Politiker, Landammann
- 1810: Joseph Michel Montgolfier, französischer Industrieller und Erfinder (Gebrüder Montgolfier)
- 1811: Juan Aldama, mexikanischer Aufständischer und Revolutionär
- 1811: Ignacio Allende, mexikanischer Aufständischer und Revolutionär
- 1811: José Mariano Jiménez, mexikanischer Aufständischer und Revolutionär
- 1811: Manuel Santa María, mexikanischer Aufständischer und Revolutionär
- 1824: Johann Gerhard Helmcke, deutsche Bäckermeister, Getreidehändler und Grundstückspekulant, Bewahrer der Herrenhäuser Allee in Hannover
- 1827: Christian August Vulpius, deutscher Schriftsteller
- 1827: Samuel Crompton, britischer Erfinder

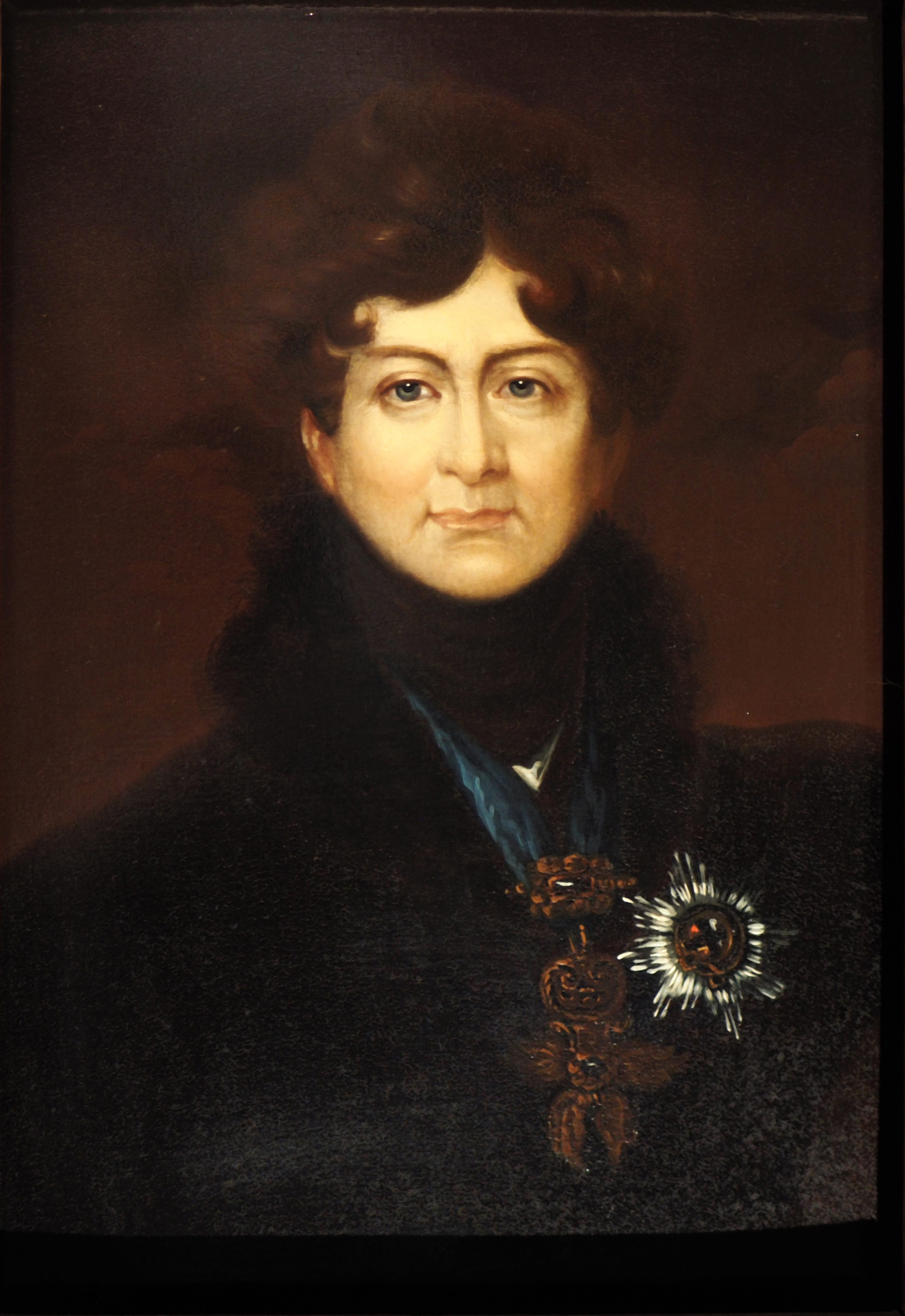
George IV. († 1830)

- 1830: Georg IV., König von Großbritannien, Irland und Hannover
- 1831: August Wellauer, deutscher Altphilologe und Pädagoge
- 1835: Antoine-Jean Gros, französischer Maler
- 1836: Claude Joseph Rouget de Lisle, französischer Dichter und Offizier, Komponist der Marseillaise

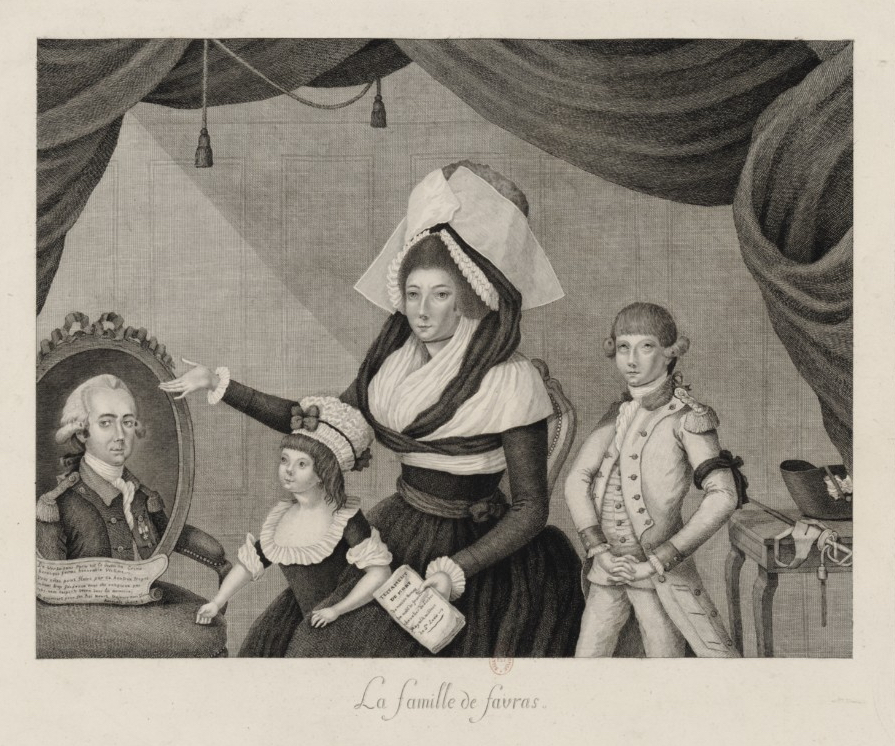
Viktoria Hedwig Karoline von Anhalt-Bernburg-Schaumburg-Hoym († 1841)

- 1841: Viktoria Hedwig Karoline von Anhalt-Bernburg-Schaumburg-Hoym, Freifrau von Bärental und Marquise de Favras
- 1842: Carlo Ignazio Pozzi, deutscher Architekt und Baumeister
- 1842: Samuel L. Southard, US-amerikanischer Politiker
- 1848: Stevenson Archer, US-amerikanischer Jurist und Politiker, Mitglied des Repräsentantenhauses
- 1849: Joseph Anton Dreher, deutscher Orgelbauer
- 1849: Johann Georg Florschütz, deutscher evangelischer Geistlicher
- 1858: Johannes Roth, deutscher Zoologe und Forschungsreisender
- 1863: Andrew Hull Foote, US-amerikanischer Admiral der Union im amerikanischen Sezessionskrieg
- 1868: Johann Nepomuk Zwerger, deutscher Bildhauer
- 1870: James Syme, schottischer Chirurg
- 1873: Friedrich Schüler, deutscher Jurist und Politiker, Mitglied der Frankfurter Nationalversammlung, MdL
- 1874: Alfred Jacob Miller, US-amerikanischer Maler
- 1878: Francisco Adolfo de Varnhagen, brasilianischer Historiker und Diplomat
- 1879: Richard Heron Anderson, US-amerikanischer General
- 1881: Philipp Schey von Koromla, ungarisch-österreichischer Großhändler und Mäzen

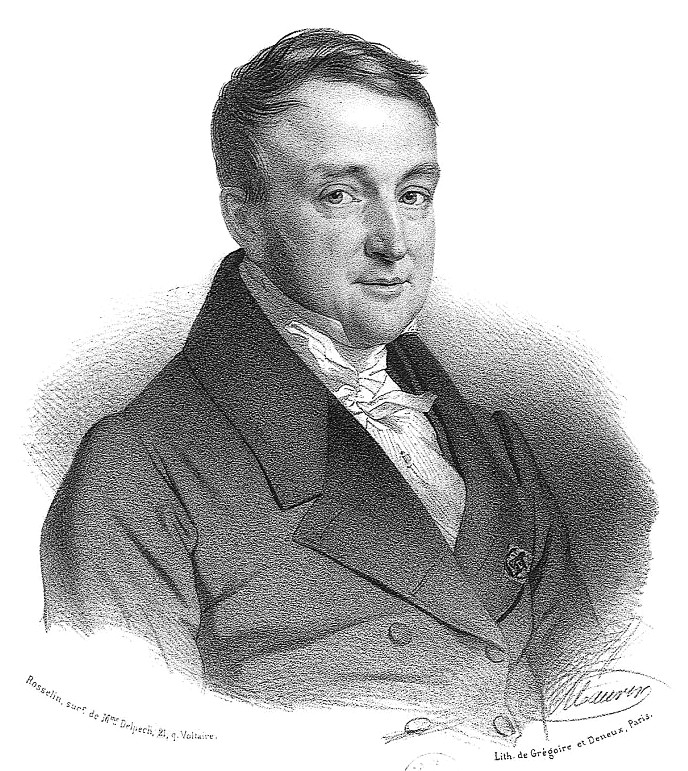
Jacques-Joseph Moreau († 1884)

- 1884: Jacques-Joseph Moreau, französischer Arzt und Psychiater
- 1889: Simon Cameron, US-amerikanischer Politiker, Senator, Kriegsminister
- 1889: Ludwig Wolf, deutscher Arzt und Anthropologe
- 1890: Kosta Paniza, bulgarischer Freiheitskämpfer und Militär
- 1893: Konstantin Karlowitsch Albrecht, russischer Komponist
- 1895ː  Emily Petty-Fitzmaurice, 8. Lady Nairne, britische Peeress
- 1896: Louis d’Orléans, duc de Nemours, französischer General
- 1899: Benjamin Wills Newton, britischer Theologe

### 20. Jahrhundert

#### 1901–1950

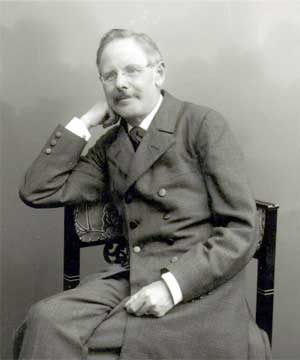
Peter Rosegger († 1918)
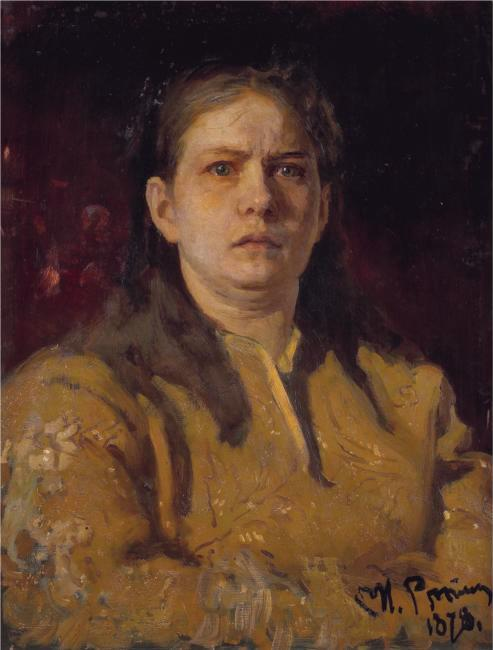
Walentina Semjonowna Serowa († 1924)
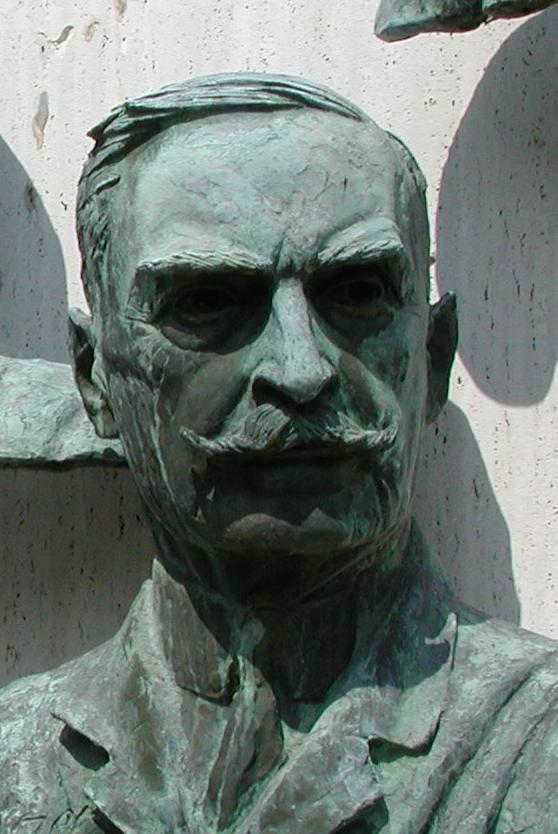
Karl Landsteiner († 1943)

- 1905: Franz Overbeck, deutscher Theologe
- 1910: Lau Lauritzen jr., dänischer Schauspieler, Filmregisseur und Drehbuchautor
- 1911ː Marie Kurz, deutsche Sozialistin
- 1913: Jaques Cart, Schweizer evangelischer Geistlicher und Heimatforscher
- 1913: Jonathan Hutchinson, britischer Chirurg und Pathologe
- 1918: Peter Rosegger, österreichischer Schriftsteller
- 1919: Adolf Anderle, österreichischer Politiker, LAbg.
- 1921: Alfred Percy Sinnett, britischer Autor und Theosoph
- 1922: Albert I., Fürst von Monaco
- 1922: Ciro Luis Urriola, panamaischer Staatspräsident
- 1923: Karl Scheidemantel, deutscher Opernsänger (Bariton), -regisseur und -direktor
- 1924: Walentina Semjonowna Serowa, russische bzw. sowjetische Komponistin und Musikkritikerin
- 1925: Ernesto Drangosch, argentinischer Komponist und Pianist
- 1926: Anna Peters, niederländische Malerin
- 1929: Amandus Adamson, estnischer Bildhauer
- 1932: Adelaide Ames, US-amerikanische Astronomin
- 1934: Nathaniel Lord Britton, US-amerikanischer Geologe und Botaniker
- 1934: Max Pallenberg, österreichischer Sänger, Schauspieler und Komiker
- 1936: Christiaan Snouck Hurgronje, niederländischer Arabist und Islamkundiger
- 1937: Adolf Erman, deutscher Ägyptologe
- 1939: Ford Madox Ford, britischer Schriftsteller
- 1941: Andrew Jackson Houston, US-amerikanischer Rechtsanwalt und Politiker, Senator
- 1943: Karl Landsteiner, österreichischer Bakteriologe und Serologe, Entdecker des AB0-Blutgruppensystems, Nobelpreisträger
- 1944: Walther Arndt, deutscher Zoologe und Mediziner
- 1945: Nikolai Nikolajewitsch Tscherepnin, russischer Komponist
- 1946: Emil Králík, tschechischer Architekt
- 1947: Richard Bedford Bennett, kanadischer Politiker, Premierminister
- 1947: Marie Feyler, Schweizer Ärztin und Frauenrechtlerin
- 1947: Heinrich Thyssen, deutscher Unternehmer und Kunstmäzen
- 1947: Vera Salvequart, tschechische Mitarbeiterin des KZ Ravensbrück

#### 1951–2000

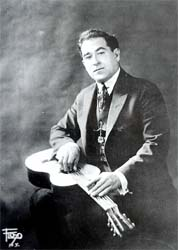
Frank Ferera († 1951)
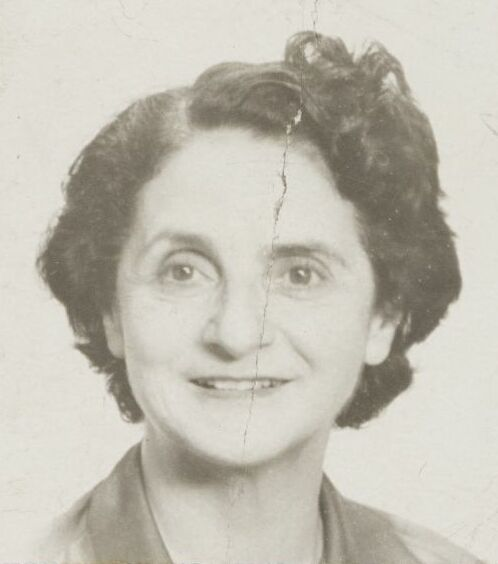
Tony Sender († 1964)
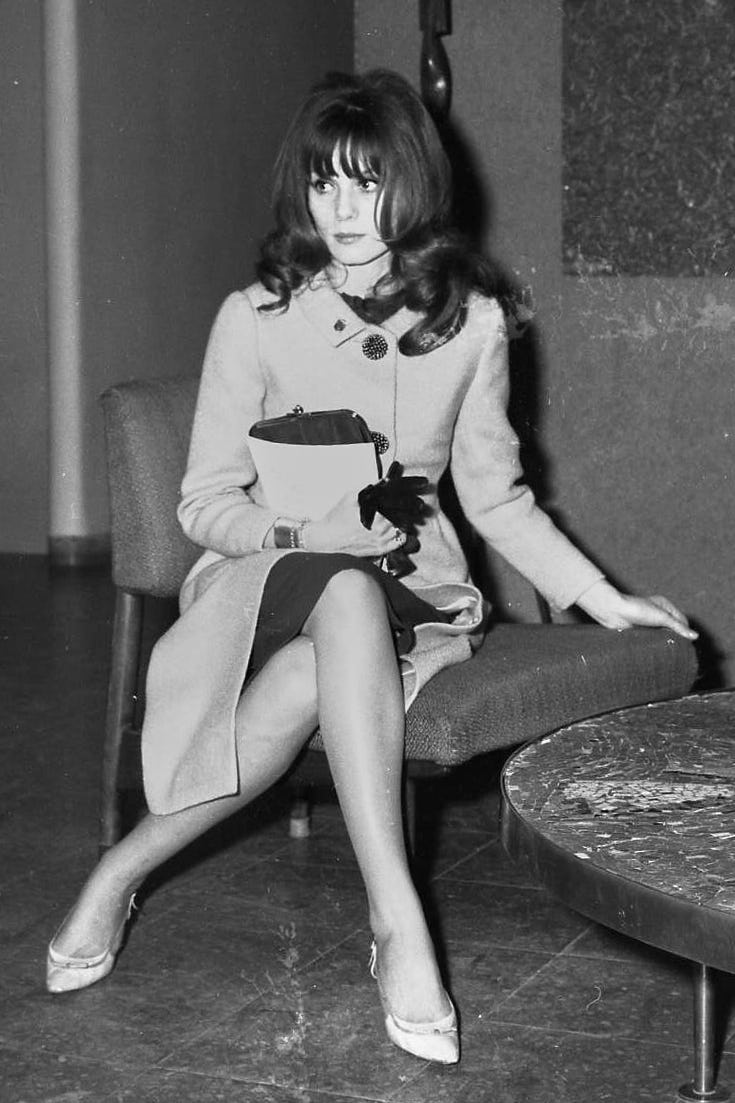
Françoise Dorléac († 1967)
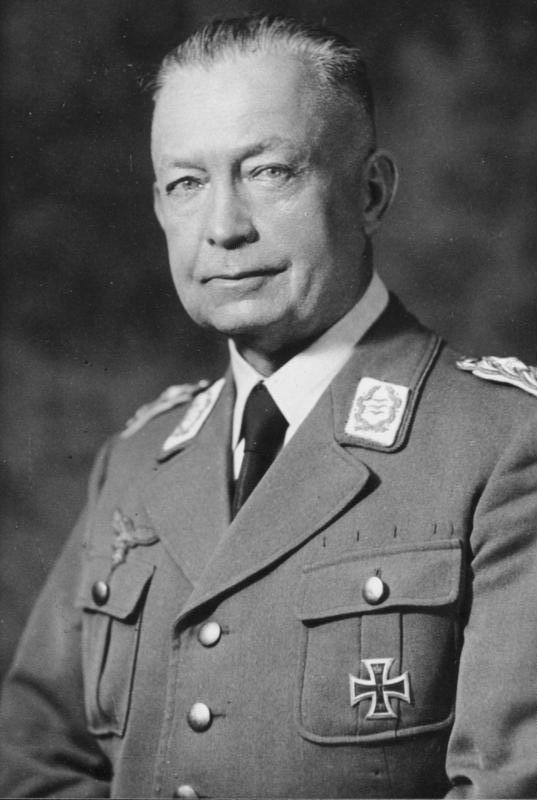
Wilhelm Schubert († 1972)

- 1951: Frank Ferera, hawaiischer Musiker
- 1951: George Udny Yule, britischer Statistiker
- 1953: Mathias Tantau, deutscher Rosenzüchter
- 1954: Matthias Heinrich, Weihbischof in Berlin
- 1955: Engelbert Zaschka, deutscher Oberingenieur, Konstrukteur, Erfinder und Hubschrauberpionier
- 1956: Clifford Brown, US-amerikanischer Jazztrompeter
- 1957: Alfred Döblin, deutscher Arzt und gesellschaftskritischer Schriftsteller
- 1959: Ron Gibson, britischer Automobilrennfahrer
- 1960: Fridolin Keidel, deutscher Flugpionier
- 1962: Hermann Aichinger, österreichischer Architekt
- 1962: Fritz Nagel, deutscher Landwirtschaftspädagoge und Hochschullehrer
- 1964: Tony Sender, deutsche Politikerin und Journalistin, MdR
- 1967: Françoise Dorléac, französische Schauspielerin
- 1967: Peter Horn, deutscher Politiker, MdL, MdB
- 1967: Romano Perdomi, italienischer Automobilrennfahrer
- 1970: Fernando Arbello, puerto-ricanischer Jazz-Posaunist und Komponist
- 1971: Guillermo Uribe Holguín, kolumbianischer Komponist
- 1972: Wilhelm Schubert, deutscher Offizier
- 1973: John Cranko, britischer Tänzer und Choreograph
- 1975: Basil Cameron, englischer Geiger und Dirigent
- 1975: Josemaría Escrivá, spanischer Priester
- 1976: Helmut Hallmeier, deutscher Motorradrennfahrer
- 1977: Arnold Pauli, Schweizer Sänger, Chorleiter und Komponist
- 1979: Fred Akuffo, ghanaischer Militär und Politiker, Staatschef
- 1979ː Luise Meier, deutsche Hausfrau, Gerechte unter den Völkern
- 1979: Franz-Josef Röder, deutscher Politiker, MdL, MdB, Landesminister, Ministerpräsident des Saarlandes
- 1980: K-Ximbinho, brasilianischer Klarinettist, Komponist und Arrangeur
- 1981: Lilly von Mallinckrodt-Schnitzler, deutsche Kunstsammlerin und Mäzenin
- 1981: Rosl Mayr, deutsche Volksschauspielerin
- 1982: Alexander Mitscherlich, deutscher Arzt, Psychoanalytiker und Schriftsteller
- 1982: Alfredo Marceneiro, portugiesischer Fado-Sänger
- 1982: André Tchaikowsky, polnischer Komponist und Pianist
- 1984: Albert Dailey, US-amerikanischer Jazzpianist
- 1985: Erwin Albrecht, deutscher Richter und Politiker, MdL
- 1987: Henk Badings, niederländischer Komponist
- 1988: Hans Urs von Balthasar, Schweizer Geistlicher
- 1988: Karl Wilhelm Struve, deutscher Vor- und Frühgeschichtler
- 1991: Arkadi Grigorjewitsch Adamow, sowjetischer Schriftsteller
- 1993: Herbert Gruhl, deutscher Politiker, Umweltschützer und Schriftsteller, MdB
- 1995: Adriana Ruano, guatemaltekische Sportschützin
- 1996: Veronica Guerin, irische Journalistin
- 1996: Max Klankermeier, deutscher Motorrad- und Automobilrennfahrer
- 1996: Vicentico Valdés, kubanischer Sänger
- 1997: Don Hutson, US-amerikanischer American-Football-Spieler und -Trainer
- 1997: Israel Kamakawiwoʻole, hawaiischer Musiker
- 1998: Pierre Angénieux, französischer Ingenieur und Unternehmer

### 21. Jahrhundert

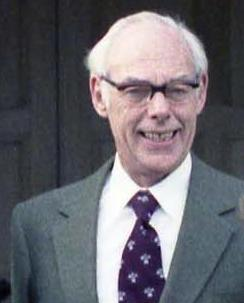
Denis Thatcher († 2003)
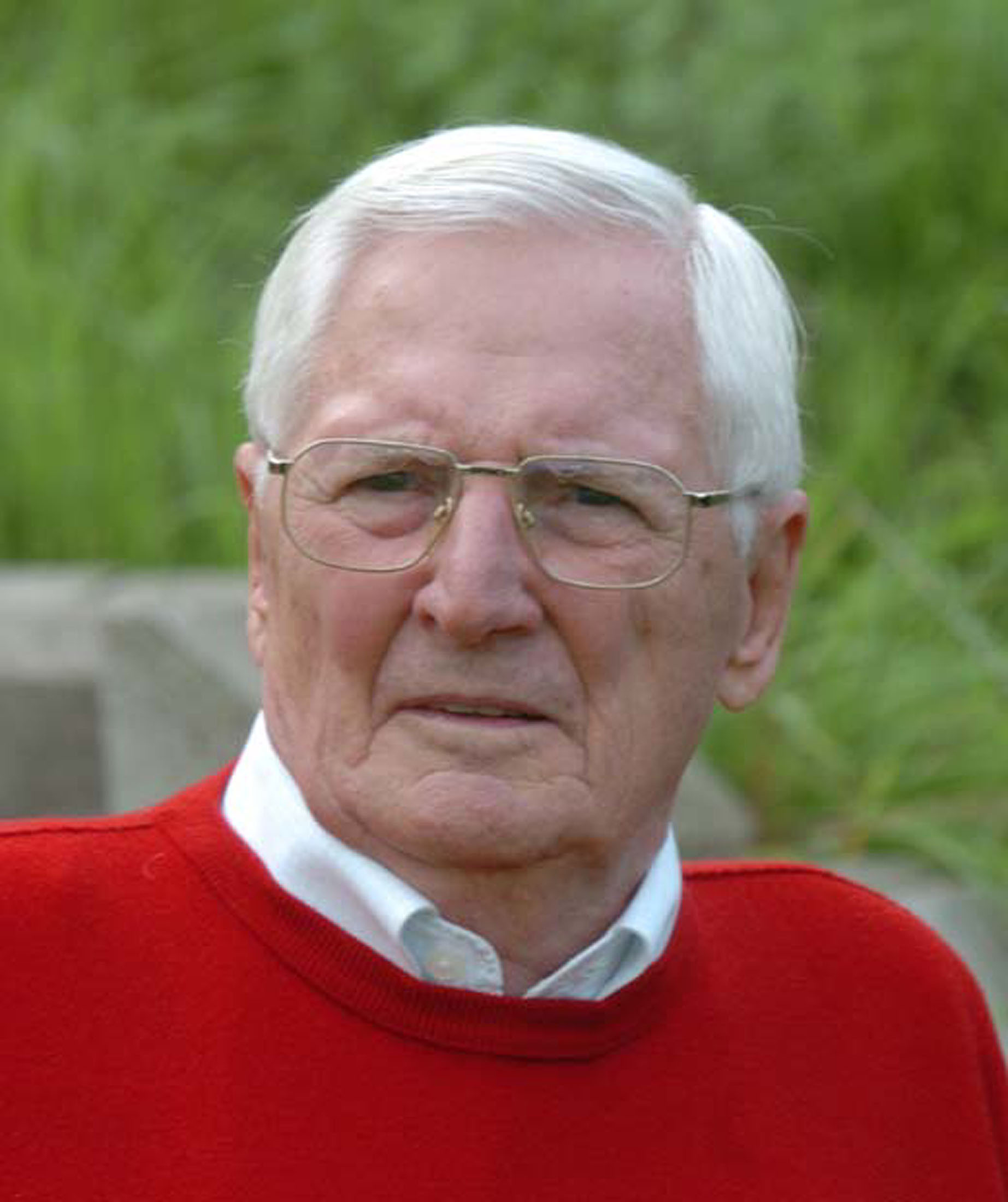
Jupp Derwall († 2007)
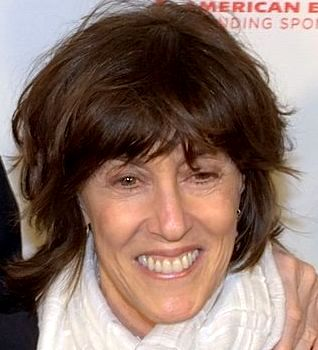
Nora Ephron († 2012)

- 2002: Barbara Adams, britische Ägyptologin
- 2002: Alfred Lorenzer, deutscher Psychoanalytiker und Soziologe
- 2003: Marc-Vivien Foé, kamerunischer Fußballspieler
- 2003: Denis Thatcher, britischer Politiker, Ehemann von Margaret Thatcher
- 2003: Strom Thurmond, US-amerikanischer Politiker, Gouverneur von South Carolina, Senator
- 2004: Ott Arder, estnischer Dichter, Kinderbuchautor und Übersetzer
- 2004: Adolf Emile Cohen, niederländischer Historiker
- 2004: Naomi Schemer, israelische Sängerin
- 2005: Filip Adwent, polnischer Politiker, MdEP
- 2005: Grete Sultan, deutsch-US-amerikanische Pianistin
- 2006: Frederick Mayer, deutscher Pädagoge und Autor
- 2006: Karl-Heinz Weimann, deutscher Germanist, Paracelsus-Forscher und Bibliothekar
- 2007: Jupp Derwall, deutscher Fußballspieler und -trainer
- 2007: Luigi Meneghello, italienischer Schriftsteller
- 2008: Lilyan Chauvin, französische Schauspielerin und Regisseurin
- 2009: Margot Ebert, deutsche Schauspielerin, Tänzerin, Entertainerin und Schriftstellerin
- 2009: Eduardo Lagos, argentinischer Pianist, Komponist und Musikkritiker
- 2010: Algirdas Brazauskas, litauischer Politiker, Staatspräsident, Premierminister
- 2010: Adam Zielinski, polnisch-österreichischer Schriftsteller
- 2011: Reinhard Appel, deutscher Journalist, Redakteur und Intendant
- 2012: Sverker Åström, schwedischer Diplomat
- 2012: Nora Ephron, US-amerikanische Drehbuchautorin und Filmregisseurin
- 2013: Ole Arntzen, norwegischer Skispringer, Skisprungtrainer und -funktionär
- 2013: Henrik Otto Donner, finnischer Komponist und Jazzmusiker
- 2013: Marc Rich, spanisch-israelischer Investor und Rohstoffhändler
- 2013: Bert Stern, US-amerikanischer Fotograf

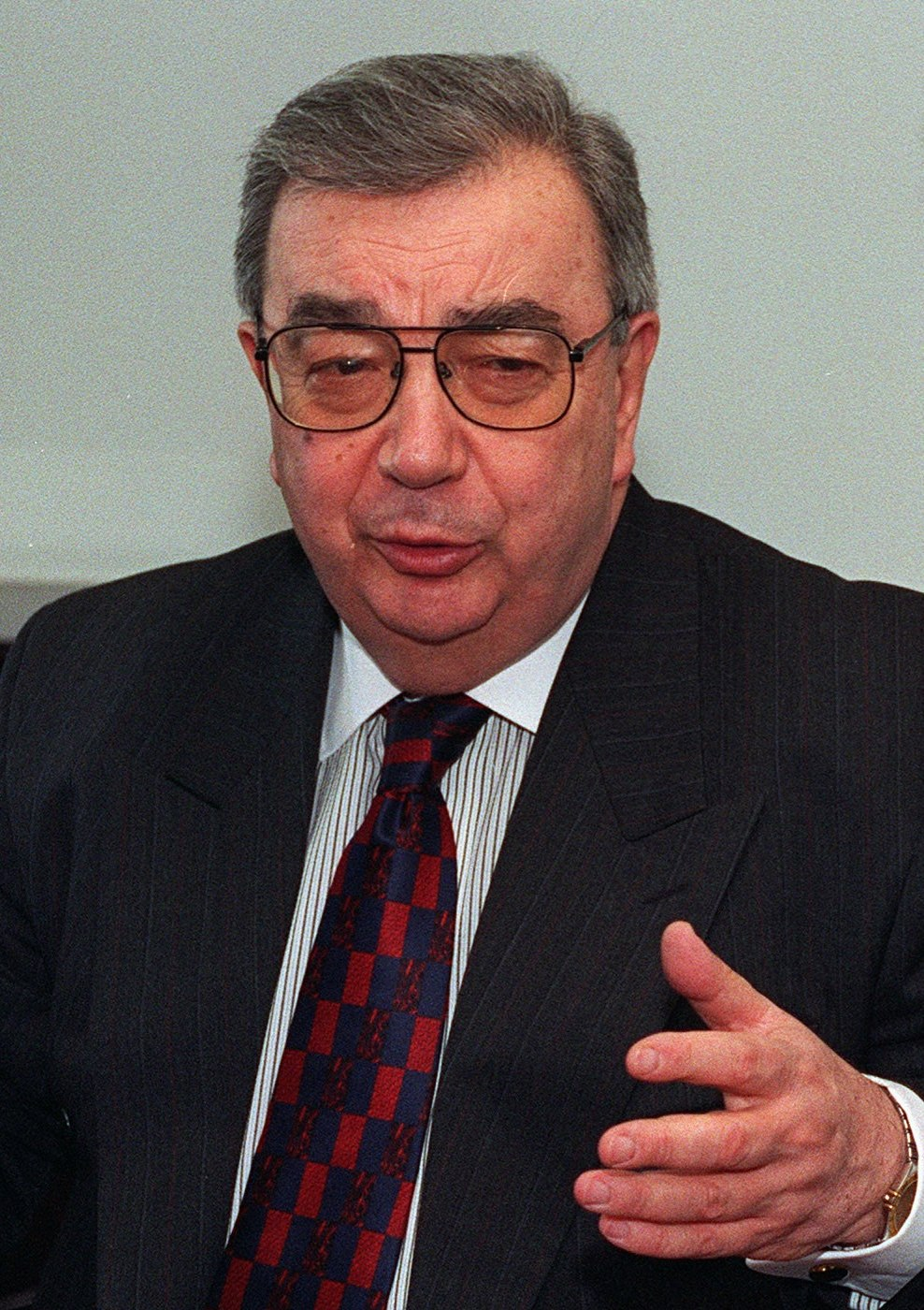
Jewgeni Maximowitsch Primakow († 2015)
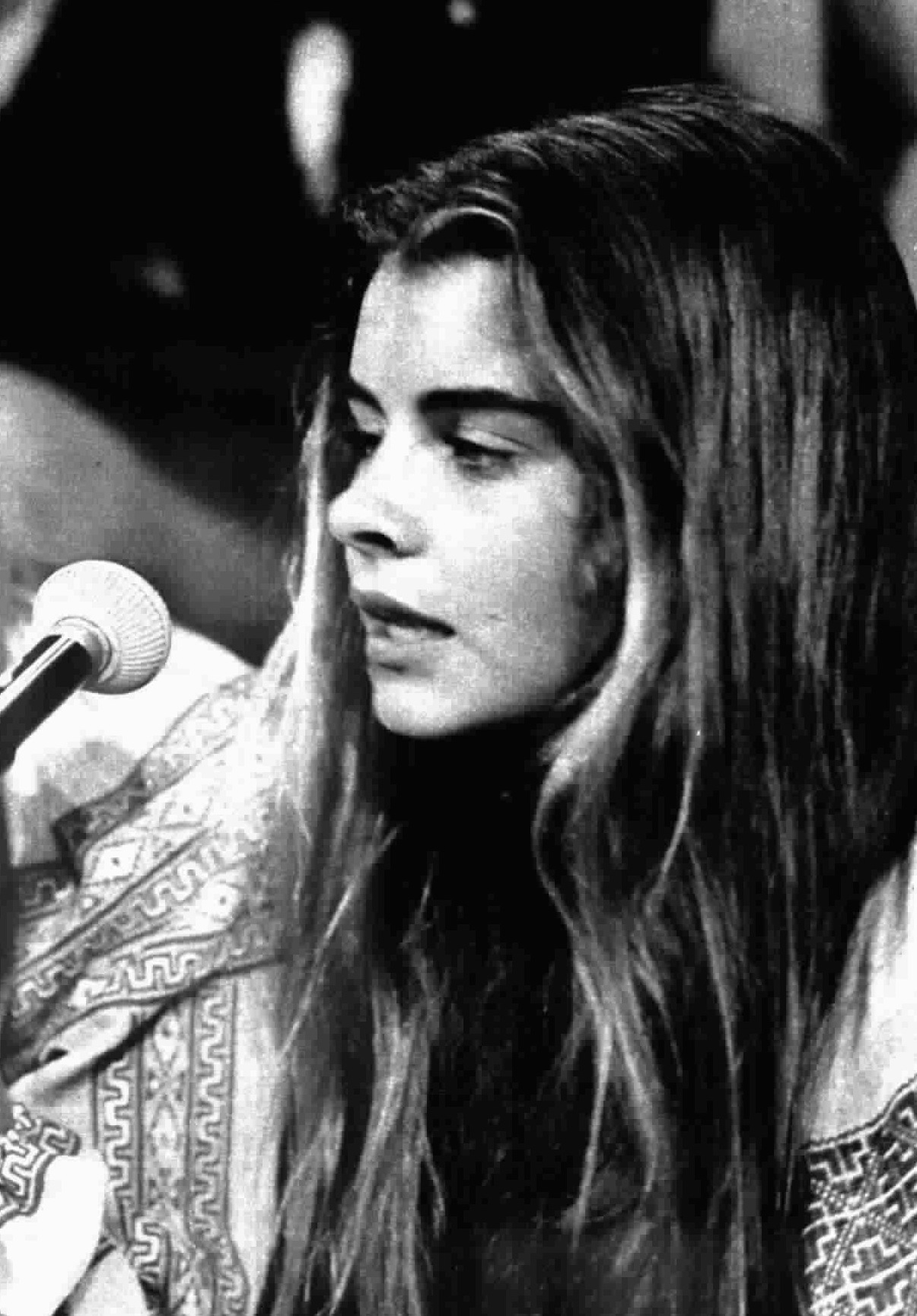
Taryn Power († 2020)
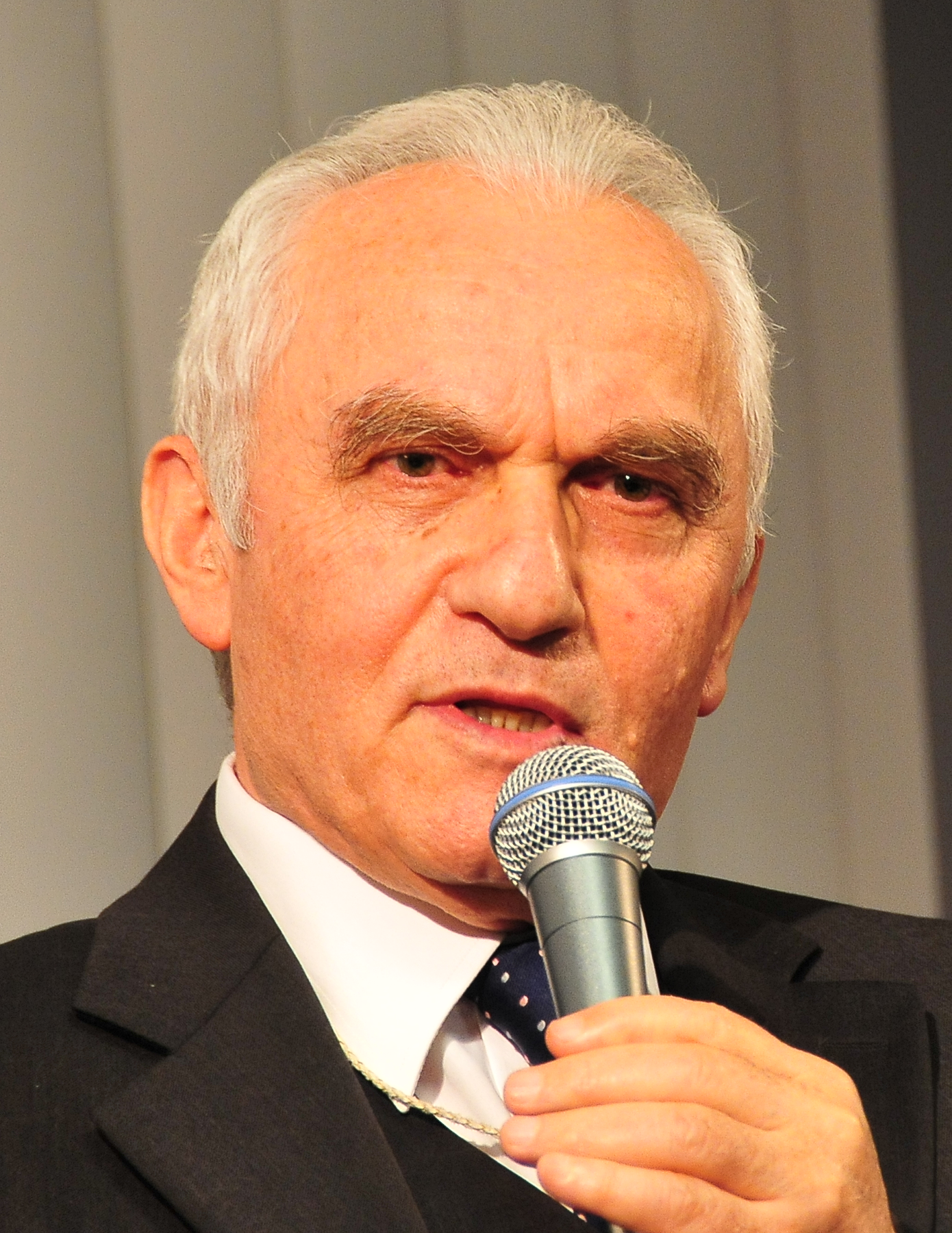
Yaşar Yakış († 2024)

- 2015: Jewgeni Maximowitsch Primakow, russischer Politiker, Außenminister, Ministerpräsident
- 2016: Austin Clarke, kanadischer Schriftsteller
- 2016: Walter Herrmann, deutscher Aktivist
- 2017: Herbert Killian, österreichischer Forsthistoriker, Opfer des Stalinismus
- 2017ː Ilona Laaman, estnische Lyrikerin
- 2017: Siegfried Strasser, österreichischer Künstler
- 2018: Henri Namphy, haitianischer Militär und Politiker
- 2018: Elisabeth Niemann, deutsche Ärztin und Aktivistin
- 2019: Max Wright, US-amerikanischer Schauspieler
- 2019: Ivan Cooper, nordirischer Politiker
- 2020: James D. G. Dunn, britischer Theologe
- 2020: Rosemarie Müller-Streisand, deutsche Theologin und Kirchenhistorikerin
- 2020ː Marija Nanajewa,  sowjetische bzw. kirgisische Pharmakologin und Hochschullehrerin
- 2020ː Taryn Power, US-amerikanische Schauspielerin
- 2021: David Gorsuch, US-amerikanischer Skirennläufer
- 2021: Frederic Rzewski, US-amerikanischer Komponist und Pianist
- 2022: Hans Hollmann, österreichisch-schweizerischer Regisseur
- 2024: Yaşar Yakış, türkischer Politiker, Außenminister
- 2025: Lalo Schifrin, argentinischer Pianist, Komponist, Arrangeur und Dirigent
- 2025ː Renata Waldgoni, jugoslawische bzw. kroatische Architektin

## Feier- und Gedenktage
- Kirchliche Gedenktage
  - Hl. Vigilius von Trient, Bischof von Trient, eventuell Märtyrer (evangelisch, römisch-katholisch)
  - Hl. Jeremia, israelitischer Prophet, eventuell Märtyrer (evangelisch: LCMS)
  - Hl. Josefmaria, Gründer des Opus Dei
  - Hl. Johannes und Paulus frühchristliche Märtyrer
- Staatliche Feier- und Gedenktage
  - Madagaskar: Unabhängigkeit von Frankreich (1960)
- Gedenktage internationaler Organisationen
  - Internationaler Tag gegen Drogenmissbrauch und unerlaubten Suchtstoffverkehr (Vereinte Nationen) (seit 1988)
- Gedenktage immaterielles Kulturerbe
  - Hamelner Pfeifer Tag (Pied Piper Day) Tag der Kinderauszug mit dem Rattenfänger von Hameln

Weitere Einträge enthält die Liste von Gedenk- und Aktionstagen.